# История Иванова

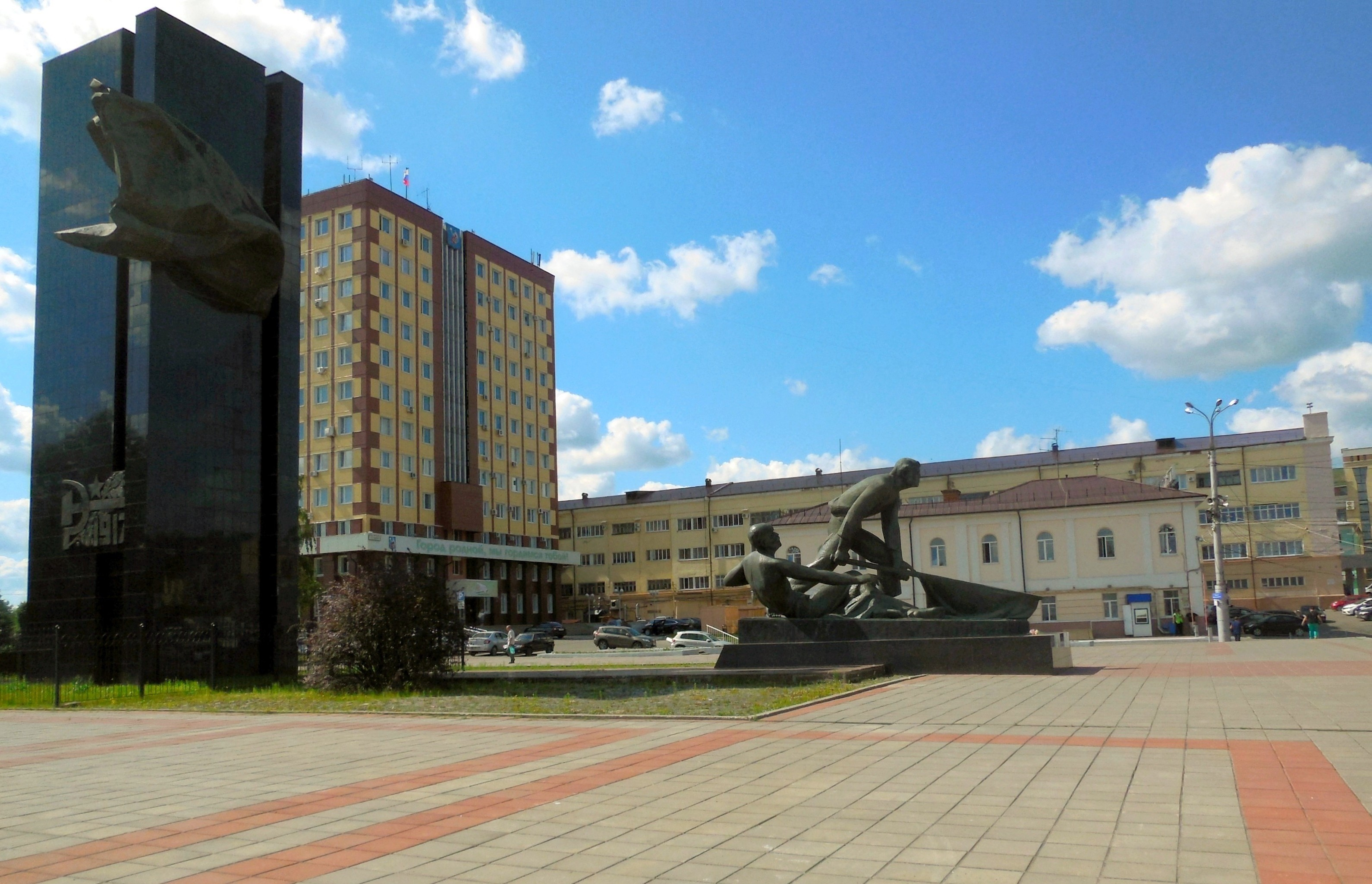
Площадь Революции — главная и старейшая площадь Иванова

История российского города Иваново, административного центра Ивановской области, насчитывает несколько веков. Первое известное письменное упоминание Иванова относится к 1608 году, вскоре село было захвачено польскими интервентами, в результате чего подверглось большому разорению. Из-за сурового климата и бедных почв региона хлебопашество было невыгодно, стали развиваться текстильные ремёсла и торговля, чему способствовало обилие речек и ручьёв, необходимых для промывания тканей, а также близость к транспортным путям и дешёвому техническому сырью. К концу XVII века стало крупным ремесленным центром, где главными занятиями населения были выделка льняных холстов, их крашение и набойка. В середине XVIII века «капита́листыми крестьянами» были основаны первые мануфактуры, сначала ткацкие, а потом и набивные, позднее появилось производство ситца. Московский пожар 1812 года уничтожил большинство конкурентов ивановского текстиля, что сыграло большую роль в промышленном развитии села. Возникали сопутствующие предприятия: химические, механические, металлообрабатывающие, ремизо-бёрдочные, ременно-гоночные.
В 1871 году посредством слияния села Иваново и появившегося в 1853 году Вознесенского посада был образован город Иваново-Вознесенск, ставший ведущим текстильным центром России. В Иваново-Вознесенске возникло мощное революционное движение, сыгравшее важную роль в Первой русской революции, во время которой здесь появился первый в России общегородской совет. В 1918 году город стал центром Иваново-Вознесенской губернии. В 1920-х — начале 1930-х годов переживал время своего расцвета, стал центром искусства модернизма. В 1932 году переименован в Иваново. В середине XX столетия в Иванове был создан ряд машиностроительных предприятий для выравнивания соотношения мужского и женского населения. После распада СССР промышленность города терпела стагнацию из-за разрыва хозяйственных связей со среднеазиатскими республиками, поставлявшими хлопок, использующихся схем толлинга и недальновидности новых руководителей предприятий. В настоящее время сохранилось только несколько производств с малым объёмом и устаревшим оборудованием. Вместе с тем, достигли успехов швейная промышленность и оптово-розничная торговля текстилём.
До 2010 года Иваново имело статус исторического поселения. В настоящее время в Иванове — более 1000 улиц, переулков и площадей. Их общая протяженность — более 650 километров.

## Ранняя история

Роговая муфта, найденная в Иванове

В 1959 году в Иванове в районе парка им. В. Я. Степанова в размытом песке, выброшенном при работе земснаряда, школьником А. Малыгиным была найдена сделанная из рога лося муфта (мотыга) эпохи мезолита, которую датировали VIII тысячелетием до н. э.. К эпохе неолита относят: каменный сверлёный топор, найденный в местечке Соснево; наконечник каменного копья и керамика, найденные в парке им. Степанова. К тем же периодам относят кремнёвые изделия, обнаруженные при строительстве плотины на реке Талке. К фатьяновской культуре (бронзовый век) относят топор, найденный в местечке Рылиха, а также каменное долото и топор, найденные при перекопке огорода на улице Марии Рябининой недалеко от реки Уводь.
Во 2-й половине I и в начале II тысячелетий новой эры на северной, центральной (где в настоящее время находится собственно Иваново) и западной территориях современной Ивановской области жило финно-угорское племя меря. Находящийся возле Волго-Клязьминского водораздела центр области был зоной контакта двух мерянских групп: «костромской» и «ростовской». В IX—X веках по двум направлениям началось массовое переселение на эти земли славян. В то время здесь росли плотные лесные массивы, поэтому роль транспортных путей выполняли реки. С запада и юго-запада, из Владимиро-Суздальского Ополья, шли кривичи с небольшой долей словен и славянизированных мерян. С северо-запада в приволжские районы, из Новгородской земли, — словене вместе со славянизированными балтскими и финскими племенами. Эти потоки сталкивались в центре области. Данные земли достаточно поздно вошли в состав Владимиро-Суздальского княжества, значительную часть населения которого составили славяне и мирно ассимилированная ими вскоре меря. В 1860-х годах археологами под руководством К. Н. Тихонравова на левом берегу Уводи, в районе современной улицы Батурина, был раскопан крупный курганный могильник предположительно X—XI веков, носивший в народе название «Быки». Разные исследователи относят эти курганы к мерянским или к древнерусским, но со значительным количеством мерянских вещей. Курганы, по свидетельству фабриканта и краеведа Я. П. Гарелина, находились также в районе нынешнего почтамта, но были уничтожены при строительстве домов. Наличие этих могильников позволяет говорить о том, что где-то рядом должно было быть селище.

## Возникновение Иванова
Иваново возникло возле старинной дороги из Ростова в Городец, при ручье Коку́й — правом притоке Уводи; вероятно, он изначально назывался Потекуша или Поток. Историческое ядро и давний общественный центр Иванова — современная площадь Революции, на которой стояла деревянная Крестовоздвиженская церковь — возможно, старейшее культовое сооружение этого села. Улицы Станко, Палехскую, Степанова, 10-го Августа и Красногвардейскую (современные названия) разные исследователи считают старейшими улицами Иванова.
Шуйский купец и историк В. А. Борисов в своей книге 1851 года «Описание города Шуи и его окрестностей» предположил, что предками ивановцев были переселенцы с территорий Вологодской или Архангельской губерний. В защиту своей гипотезы он приводил сходства в мифологии и манерах произношения. Я. П. Гарелин считал, что предками ивановцев были выходцы из Новгородских земель или даже из самого Великого Новгорода — возможно, те, которые переселялись в Суздальские земли после походов московских князей на Великий Новгород в XV и XVI веках. В 1880-х годах он отмечал почти полное сходство в произношениях ивановцев и вологжан и нехарактерность такого говора для Владимирской губернии (в её состав тогда входило Иваново) и, в отличие от шуйского историка, дал подробное описание этого говора в своей книге «Город Иваново-Вознесенск или бывшее село Иваново и Вознесенский посад».
В ходе археологических раскопок 2003 года в центре города, в Аптечном переулке (на месте строительства торгового центра «Воздвиженка»), было найдено много предметов XV—XVI веков, а некоторые находки были датированы XIII—XIV веками. Известно, что уже в 1-й половине XVI века на Уводи была широко распространена ловля бобров, а во 2-й половине XVI века существовали и развивались некоторые поселения, находящиеся рядом с селом Ивановo, в том числе Курьяново и Авдотьино, которые сейчас являются частями города. Таким образом, данные археологических раскопок и исторические свидетельства позволяют говорить, что с высокой долей вероятности в XV веке Иваново уже существовало.
В родословной фабрикантов Гандуриных, а также на одном из старых планов Иванова, который хранится в историко-краеведческом музее, имеется следующая запись:

Время основания села Иванова в точности не известно, но уже в 1328 году оно упоминается как деревня Ивань в духовном завещании Ивана Даниловича Калиты, сделанном при его отъезде на поклон хану в Орду. При Дмитрии Ивановиче Донском оно называлось сельцом Ивань, а при Василии Васильевиче Тёмном — селом Ивановом.
Запись недостаточно достоверна: в духовном завещании Ивана Калиты упомянуты некие «Ивани деревни», которых на Уводи было несколько, всего же в окрестностях Шуи было 15 деревень с подобными названиями. В XIV веке эта местность была частью Суздальско-Нижегородского княжества, в XV веке попала под власть московских князей и вошла в состав Опольского стана Суздальского уезда.
Часто указывается, что первое упоминание Иванова датируется 1561 годом, так как В. А. Борисов утверждал, что в этом году Иваново было передано «как богатое имение» Иваном Грозным князьям Черкасским после его женитьбы на Марии Черкасской. Шуйский историк не указал, из какого исторического источника он взял эти сведения, и документального подтверждения его версии до сих пор найдено не было. Версия с передачей села Черкасским в 1561 году является сомнительной также потому, что Кохомская волость (в состав которой входило Иваново) уже тогда была вотчиной князей Скопиных-Шуйских, не подвергавшихся гонениям.
К 1579 году относят основание Покровского мужского монастыря и монастырской слободы Притыкино. Монастырь располагался возле села, на т. н. Покровской горе, там, где в настоящее время находится Дворец искусств. В XX веке советским историком П. М. Экземплярским был реконструирован план села XVI века. Данная реконструкция критикуется за ряд сомнительных деталей: на плане показаны мосты через глубокие овраги, которые вряд ли могли быть построены жителями небольшого поселения, и дороги, которые скорее всего из-за иного местонахождения мостов тоже располагались по-другому.
Борисов высказал две версии происхождения названия села. По преданию, на главной площади (площадь Революции) существовала часовня (а затем церковь) Иоанна Предтечи. Первая версия предполагает, что Иваново получило своё название по ней. По второй версии, название связано с приделом Иоанна Богослова при Крестовоздвиженской церкви. Историк П. Н. Травкин, соглашаясь с первой версией, считает, что часовня Иоанна Предтечи могла быть построена на месте проведения языческих купальских обрядов. Впрочем, документальных подтверждений ни первой, ни второй версий нет. Бывший председатель Ивановского областного краеведческого общества, заведующий кафедрой истории России в ИвГУ, профессор К. Е. Балдин, утверждает, что село могло быть названо в честь своего основателя или первого жителя, носившего распространённое русское имя Иван.

## Село в годы Смуты
Первое документально подтверждённое письменное упоминание об Иванове относится к 1608 году: в свозных и дозорных книгах Троице-Сергиевой лавры Иваново фигурирует как село Ывановское. Речь идёт о сбежавших из Суздальских и Юрьевских монастырских вотчинных сёл Шухоболва, Кинобаля и Кучек крестьянах Данилке Борисове, Михалке Григорьеве («сын Софронов»), Правоторхе и Аристке («Нероновы дети»), Петрушке Афанасьеве («сын Першин»), которые «живут за князь Михайловою матерью Васильевича Скопина-Шуйского в селе её — в Ывановском, в Кохме и в деревнях».
В период Смутного времени, в 1608—1609 годах, Иваново подверглось нападению польских интервентов и их союзников из тушинского лагеря, в том числе казаков. В селе стоял опорный лагерь рот панов Мартына Собельского и Чижевского (или Жичевского), из которого захватчики устраивали набеги на соседние земли. С этими событиями связано ещё одно упоминание Иванова в исторических документах. В письме суздальского воеводы-изменника Ф. К. Плещеева литовскому гетману Яну Сапеге от 20 февраля (2 марта по новому стилю) 1609 года употреблена уже современная форма названия:

И на третей день послал яз от собя за воры пана Мартына Собелскаго с казаки, да с ним же с Мартыном пошел лисовского полку пан Чижевски с казаки; и Божьею милостью и царским сщатьем и вашим рыцарским промыслом, на Волге город Плесо взяли и воров побили, и оттуды, как взяли Плесо, пришли назад в Суздальской уезд в старые табары, в село Иваново, в Кохму.
И пишют, господине, ко мне пан Чижевски да Собелски с товарыщи, чтоб мне итти к Костроме на государевых изменников; и мне, господине, город покинуть не на кого и из Суздаля итти нелзя…

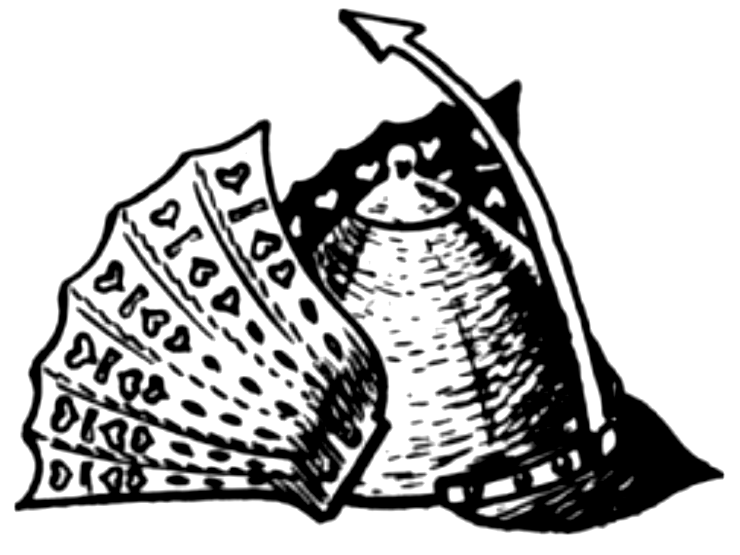
Найденный в Иванове «крылатый» шлем

Захватчики оставили значительный след в истории Иванова. Борисов упоминал предание, согласно которому ивановцы противостояли им и в целях обороны обвели село крепкими надолбами, обитыми толстыми досками. Часто со стоявшими в селе казаками и поляками связывают соответственно названия улиц Курень и Панская (сейчас это участки улицы Станко), где, скорее всего, находился их лагерь (часто встречающиеся в Ивановской области слова с корнем -пан- могут быть связаны не с приходом поляков, или «панов», а с древними названиями мерянских курганных могильников). В 1940 году при расчистке Уводи около площади Пушкина в ней был обнаружен редкий «крылатый» шлем польского гусара конца XVI — начала XVII веков, а в 1990-х годах во время земляных работ на улице Станко нашли меч западноевропейской работы, который от долгого пребывания в земле был заржавлен и зазубрен.
В начале XVII века и ранее Иваново ещё не обладало устоявшимся названием. Чтобы отличать Иваново от других сёл с похожими названиями, в некоторых документах оно называлось Иваново-Кохомское или Ивановское-Кохомское. В документах 1614 года встречается название Ываново. В 1619 году в челобитной владельцев Иванова на имя царя Михаила Фёдоровича Иваново фигурирует как сельцо. Сельцом обычно называли маленькую деревню без церкви, но Иваново в это время уже явно было селом, а употребляемое слово «сельцо», вероятно, указывает на его разорённое состояние после польской интервенции.
До Смуты Кохомская волость, в состав которой входило Иваново, была вотчиной князей Скопиных-Шуйских. Во время Смуты она могла быть передана Лжедмитрием II своему приближённому Петру Безобразову. После краха интервентов владелицами Иванова стали бывшие в то время монахинями суздальского Покровского монастыря Анна Петровна (в монашестве Анисья) и Александра Васильевна (в монашестве Анастасия) — мать и вдова героя национально-освободительного движения М. В. Скопина-Шуйского, который, как считается, провёл свои юношеские годы в Кохме и окрестностях.

## Зарождение промышленности

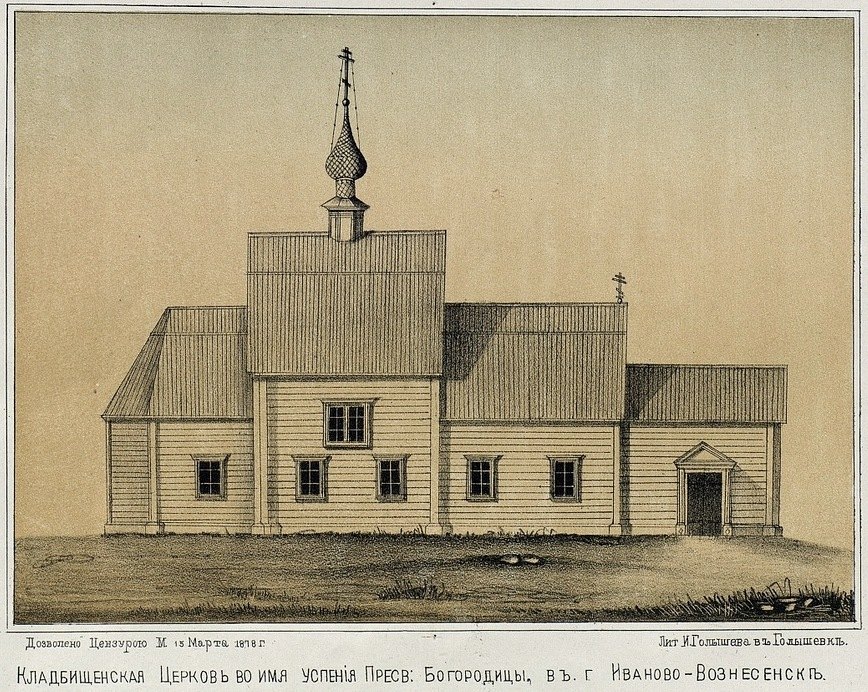
Троицкая церковь (позднее Успенская), конец XVII — начало XVIII века

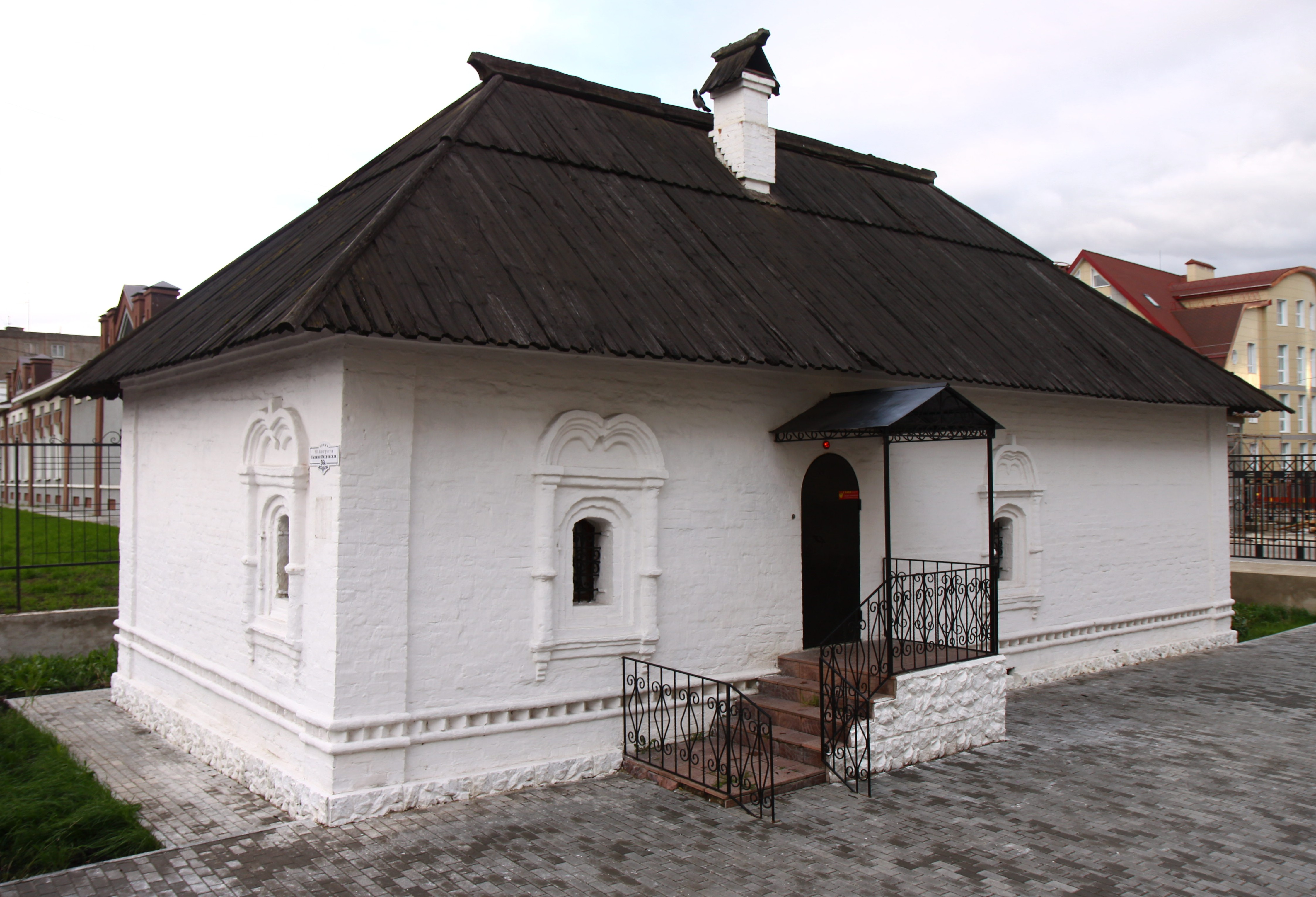
Щудровская палатка — приказная изба, 2-я половина XVII века

В 1631 году Иваново с деревнями по завещанию Анны Петровны отошло к И. И. Пуговка-Шуйскому — последнему представителю рода Шуйских. В 1638 году село перешло во владение к И. Б. Черкасскому, а в 1642 году — к Я. К. Черкасскому. В 1667 году село досталось его сыну Михаилу Яковлевичу, а позже внуку Алексею Михайловичу.
По переписи начала 1630-х годов (в ней село названо Ивановским) в Иванове и монастырской слободе было 123 двора, но 34 двора пустовали: крестьяне бежали из насиженных мест из-за голода и бандитизма — последствий Смутного времени. Население составляло 88 человек. Для начала XVII века это очень большие размеры: на обычное село тогда приходилось в среднем 15 дворов. Эта же опись сообщает о существовании в Иванове мукомольного дела. В начале 1630-х годов здесь было 3 деревянных церкви: Крестовоздвиженская с пределом Иоанна Богослова и Пятницкая на главной площади, а также небольшая монастырская церковь.
В дальнейшем население стало расти, по переписи 1667 года насчитывалось уже 312 дворов, из них обработкой земли занимались лишь 38. В селе жило 818 человек, не считая причта и администрации. Главная площадь называлась Торговой. В 1693 году в монастыре был построен каменный Покровский храм, к концу XVII—началу XVIII веков относят деревянную Троицкую церковь Покровского монастыря. Троицкая (позже Успенская) церковь и Щудровская палатка — самые ранние дошедшие до нас постройки. В пожаре 1699 года сгорели Крестовоздвиженская и Пятницкая церкви. Вскоре на их месте построили каменную шатровую колокольню и деревянную летнюю Воздвиженскую церковь. В Иванове с XVII века занимало сильные позиции старообрядчество: раскольники тут были в большинстве. В основном они были беспоповцами-федосеевцами, меньше было поповцев. Старообрядцы сыграли значительную роль в развитии местной промышленности.
Торгово-промысловый характер региона определили естественно-географические причины: суровый климат и бедность почв делали земледелие рискованным, зато имелись удобные речные пути и дешёвое техническое сырьё (пенька, лён, шерсть, кожа и т.д.). В XVII веке, когда хлеб стали поставлять южные и восточные регионы страны, невыгодность хлебопашества стала ощущаться ещё острее. Крестьяне стали бросать пашни ради ремесленничества и торговли. Положение Иванова было особенно благоприятным: оно находилось вблизи больших дорог и водных путей (Уводь была в эти времена судоходна до линии села Лежнева, а, возможно, и до самого Иванова; была судоходна Теза, игравшая важную роль в сбыте товара). В Иванове уже в XVII веке особенного развития достигло текстильное ремесло (ткачество льняных холстов и их отделка) и торговля текстилём.
Существовали разные технологии отделки ткани: покраска всего полотна путём вываривания, покраска отдельных ниток перед заправкой в станок, набойка рисунка. Последний способ был наиболее сложным. Развитию набойного дела, которое возникло в Иванове в конце XVII века, способствовало обилие речек и ручьёв, необходимых для промывания окрашенных полотен. Поначалу рисунок набивали с помощью одной манеры (деревянная доска, на которой вырезался рисунок) одним цветом, после чего его расцвечивали яркими красками. Так набойка сочеталась с росписью. Позже для получения многоцветных рисунков стали применять несколько манер. Уже в первой половине XVIII века ивановцы имели торговые связи с Астраханью, через которую совершались сделки с Востоком. По этой причине на оформление тканей некоторое влияние, помимо местных и европейских традиций, оказывала восточная культура — например, одним из наиболее распространённых элементов рисунка стал восточный огурец — бута. Экономическое значение Иванова было замечено Петром I, по чьему указу в 1705 году в селе была учреждена таможенная изба для сборов пошлин в казну.
В 1743 году дочь А. М. Черкасского вышла замуж за графа П. Б. Шереметева. В качестве приданого невесты к нему перешла, помимо прочего, Ивановская вотчина. В 1775 году Иваново включено в состав Шуйского уезда Владимирской губернии. В дальнейшем владельцами села были Н. П. Шереметев и Д. Н. Шереметев. Ивановская вотчина тянулась к югу от села вдоль берегов реки Уводь и была одним из наиболее доходных имений Шереметевых. В 1761 году на Торговой площади была построена каменная церковь Рождества Христова. В 1764 году был закрыт Покровский монастырь. О внушительных размерах Иванова говорят сведения о пожарах. Так, в 1723 году сгорело около двухсот крестьянских дворов; в 1775 году — 400 домов; в 1781 году — 260 домов; в 1783 году — 500 домов. В 1775 году полностью сгорела Воздвиженская церковь. Через 20 лет после пожара на том же месте был построен каменный Крестовоздвиженский храм. После пожара 1775 года граф П. Б. Шереметев велел отстраивать село по плану.

Торговля текстилём приносила предприимчивым крестьянам большой доход, устанавливались связи со многими городами, в том числе с Петербургом, и уже в первой половине XVIII века сформировалась зажиточная крестьянская верхушка — «капита́листые крестьяне». В середине XVIII века они начали вкладывать нажитые на торговых операциях капиталы в промышленное производство. Так поступил Григорий Бутримов, который в 1742 году основал первую ивановскую льноткацкую мануфактуру. Уже в 1748 году её годовая выработка тканей оценивалась примерно в 11 тысяч рублей. В 1748 году крупное предприятие завёл компаньон Бутримова И. И. Грачёв, вскоре появились «фабрики» Ямановского и Гарелина. Они выпускали различные виды суровой льняной ткани и тонкое салфеточное полотно.
В соседней Кохме первая текстильная мануфактура появилась раньше — в 1720 году. Хотя это предприятие просуществовало недолго, оно успело сыграть свою роль в распространении знаний о мануфактурном деле. Суздальский историк Ананий Фёдоров в середине XVIII века писал:

…село селением велико и пространно, и строением богато. Хотя и деревянные домы, но весьма изрядных много. Обыватели больше торговые, а пахотных малое число… В том селе Иванове… у обывателей имеются фабрики полотняные, на которых штуки разные ткут: канифасы, салфетки и прочие тем подобные, и не только на фабриках, но и кроме их полотна знатные состояют и белят, которые полотна и в других местах честь имеют, и множество тех полотен отвозят торговые по разным сторонам.— Ананий Фёдоров. «Историческое собрание о богоспасаемом граде Суждале…»
Вскоре после ткацких, во 2-й половине XVIII века, появились первые набивные мануфактуры. Развитию промышленности поспособствовал указ Екатерины II от 17 марта 1775 года, позволявший свободно заводить любые промышленные предприятия. Качество набойки на местных мануфактурах и в многочисленных мастерских тогда было очень низким. Заметная роль в развитии технологии ивановского отделочного производства принадлежит бывшему резчику манер О. С. Сокову. Благодаря связям ивановцев с Петербургом Соков узнал о предприятии Лимана под Шлиссельбургом, где применялись современные технологии, и отправился туда. После возвращения в Иваново Соков в 1787 году основал отделочную набивную мануфактуру, где применял привезённые из Шлиссельбурга новшества. Соковские ткани завоевали огромную популярность. Вскоре Соков начал отделывать не только льняные, но и хлопчатобумажные ткани, положив начало ивановскому ситцевому производству. В соседних Кинешме, Плёсе, Шуе, Тейкове текстильная отрасль тоже стала преобладающей.
В 1791 году открылась первая в Иванове школа грамоты, где учили читать на церковнославянском языке и считать.
В 1795 году в селе жило 4388 человек, и уже тогда было явно выражено глубокое социальное расслоение. «Капита́листые крестьяне» обладали большими средствами и имели своих собственных крепостных, записанных на имя графа, но их заметно тяготила крепостная зависимость. В 1795 году первым выкупился на волю Е. И. Грачёв. Свобода обошлась ему в колоссальную для того времени сумму: приблизительно четверть миллиона рублей. Грачёв был выдающимся деятелем старообрядчества и принадлежал к общине федосеевцев, занимался благотворительностью. Общину поповцев возглавлял М. И. Ямановский. При его участии бывшая мануфактура Сокова была перестроена в старообрядческий молитвенный дом. Мануфактура Грачёва находилась на месте комбината им. Самойлова, мануфактура Ямановского — в районе современной улицы Зверева.

## Промышленный переворот
В конце XVIII века в Англии начался массовый переход к машинному труду, подешевевшие английские ситцы вытеснили с русского рынка отечественные льняные ткани. Чтобы не разориться, предприниматели начали массово переходить на производство ситца. Уже на рубеже веков текстилём занималось практически всё население Иванова. Крестьяне, в том числе приезжавшие из окрестных деревень, начиная работать по найму, быстро накапливали средства и открывали собственные мануфактуры. Тогда же появилась новая технология организации производства (т. н. «рассеянная мануфактура»): пряжу раздавали крестьянам, которые в своих деревнях ткали миткаль — полуфабрикат для изготовления ситца и других тканей, а в Иванове осталось в основном отделочное производство. 
В 1809 году открылась школа при Крестовоздвиженском храме. В 1820-х годах в Иванове действовали 3 начальных училища. В 1834 году старую школу грамоты преобразовали в мужское приходское училище.

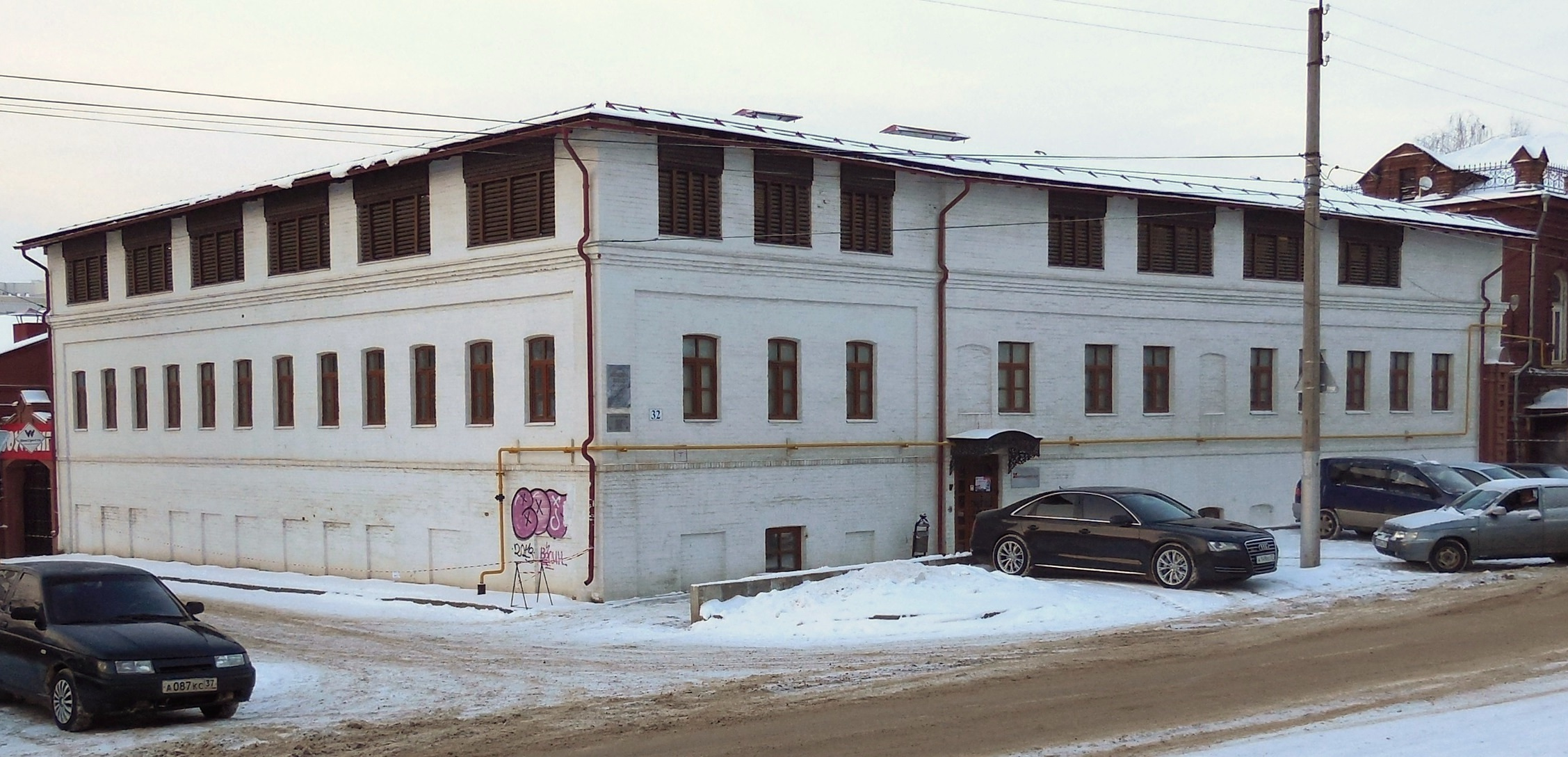
Набойный корпус усадьбы Я. Н. Фокина с вешалами на последнем этаже. Типичное промышленное здание Иванова конца XVIII — начала XIX вв.

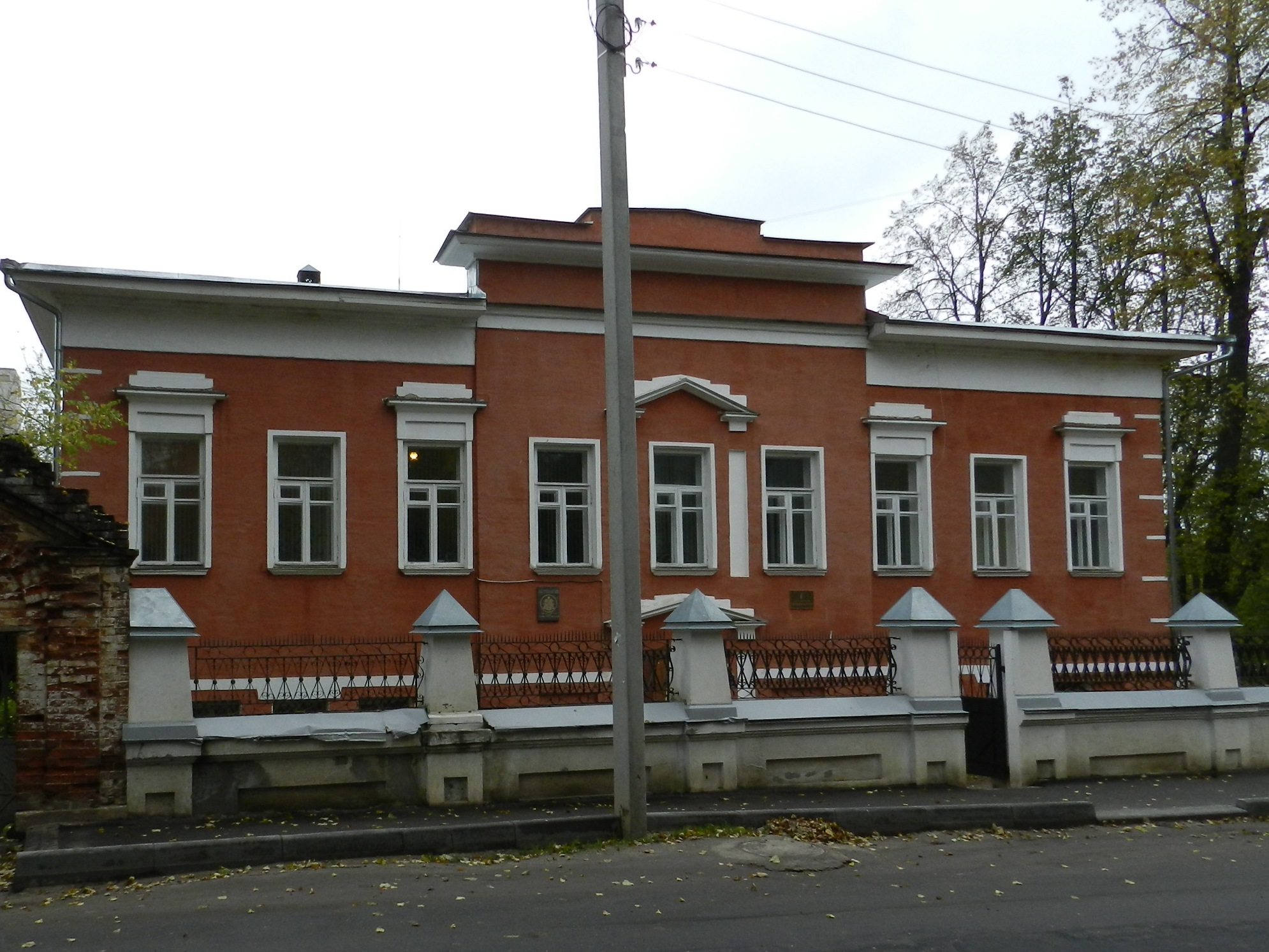
Вотчинная контора графов Шереметевых. Здание начала XIX в.

Огромную роль в промышленном развитии села сыграла Отечественная война 1812 года. Пожар уничтожил большинство крупных предприятий Москвы, в результате чего спрос и цены на текстиль выросли, а ивановцы, не встречая конкуренции, стали ещё стремительней наращивать производство тканей. После 1812 года на предприятиях Иванова стали появляться специалисты-иностранцы. При участии Е. И. Грачёва с московского Преображенского кладбища в Иваново были эвакуированы старообрядческий наличный капитал и драгоценности. Скорее всего, часть этого состояния была вложена в развитие ивановской промышленности. Темпы её роста в 1810-х были впечатляющими: в 1810 году было произведено тканей на 1 миллион рублей, а в 1817 году — уже на 7 миллионов. В 1812 году основана мануфактура Диодора Бурылина, в 1817 году началась промышленная деятельность Куваевых, в 1825 году — Полушиных, в 1828 году — Гандуриных. В 1820-х годах в селе существовало около 170 набойных заведений различного размера. Берега Уводи, ручьёв Потока, Кокуя и Голявы (правый приток Кокуя) были разделены на участки для отбеливания, вымачивания и вываривания тканей (т. н. «заварки» и «мытилки»). В статистическом обозрении Владимирской губернии от 1817 года сообщалось, что промышленность Иванова «превосходит своей торговлей и рукоделиями не только все города сей губернии, но и может сравняться с знатнейшими городами, каков есть Ярославль и Калуга». В 1-й половине XIX века главными местами сбыта ивановской продукции были: Нижегородская, Ирбитская, Ростовская, Коренная ярмарки, украинские, московские и местные ивановские ярмарки. Одним из важнейших рынков сбыта ситцев были Средняя Азия и Персия. Для азиатских стран специально выпускались ситцы с восточными узорами.
Возникали сопутствующие текстильной отрасли предприятия: химические, механические, металлообрабатывающие, ремизо-бёрдочные, ременно-гоночные. В 1820-х годах в деревне Воробьёво возле Иванова Алексей Бабурин основал крупный химический завод. Он впервые в России начал промышленное производство древесного уксуса, применявшегося при отделке тканей. В Иванове машины впервые стали появляться в отделочном производстве с его жёсткой конкуренцией. Первая машина для отделки ситцев, заменявшая собой набойщиков (цилиндрическая или цилиндропечатная машина), была установлена в 1826 году в Воробьёве, на мануфактуре Д. И. Спиридонова. В 1832 году на фабрике Гарелиных установлена первая паровая машина. С конца 1840-х годов на крупных предприятиях стали использовать альтернативу цилиндрической машине — перротину, позволявшую осуществлять печать в несколько цветов. Помимо внедрения машин имели место и другие технологические нововведения, в результате которых к середине века стали уходить в прошлое «заварки» и «мытилки». Вскоре появилась первая механическая бумагопрядильная фабрика.
Около половины фабрикантов выкупилось на волю в 1825—1833 годах и перешло в купеческое сословие. Однако их имущество оставалось собственностью помещика. Это означало, что свои фабрики и землю они должны были арендовать. Поэтому, чтобы ни в чём не зависеть от своего бывшего барина, они начали строить фабрики за границами села. Так вокруг Иванова стали возникать слободы. В 1820 году около Воробьёва возникла Воробьёвская слобода (после постройки Ильинской церкви переименована в Ильинскую). В 1828 году начала строиться Дмитриевская слобода (район улицы Рабфаковской). В 1840-х возникли Вознесенская (район площади Ленина и улицы Батурина) и Троицкая (район улицы К. Маркса) слободы. Они охватили Иваново полукольцом с юго-запада, запада и севера. Дополнительный толчок к развитию слобод дал опустошительный пожар 1839 года, в результате которого сгорела бо́льшая часть села и все его главные фабрики были уничтожены. В 1845 году в Иванове открылось почтовое отделение.
| Троицкий собор (1819). Ныне площадь Пушкина                                                                                      | Покровский собор (1693). Ныне Площадь Пушкина                           |
| Храмовый ансамбль. Крестовоздвиженский храм (1795), старая (начало XVIII века) и новая (1858) колокольни. Ныне площадь Революции | Вознесенский храм (1851). Ныне здесь стоит дом № 43 по проспекту Ленина |

К 1850-м годам крупнейшие предприятия были машинизированы, но немалая часть заведений всё ещё обслуживалась ручным трудом. Достигло широкого развития бумаготкацкое производство. На ткацких предприятиях машины появились в последнюю очередь: первые механические ткацкие станки установлены в 1853 году на фабрике Я. П. Гарелина. С середины XIX века ивановская текстильная промышленность стала развиваться в условиях постоянных снабженческих рисков. Сырьё, топливо, красители привозились из отдалённых районов страны и из-за рубежа (хлопок привозился из США, Египта и Туркестана, источники топлива находились в Баку и Донбассе, бо́льшая часть искусственных красителей стала закупаться в Германии). Крупные предприятия отдавали предпочтение американскому хлопку, который отличался высоким качеством. В первой половине 1860-х в результате кризиса, вызванного Гражданской войной в США, поставки американского хлопка в Европу резко сократились, из-за чего предприятия Иванова и посада испытывали трудности в работе. Вскоре начался массовый переход отечественной промышленности с американского хлопка на туркестанский. После реформы 1861 года промышленный переворот вступил в свою завершающую стадию.
В 1819 году на бывшей территории закрытого в 1764 году Покровского монастыря построен Троицкий собор. За четыре года до этого деревянная Троицкая церковь была перенесена оттуда на территорию Успенского кладбища, где была освящена в честь Успения Пресвятой Богородицы. В 1820-е годы на главной площади возвели часовню для Феодоровской иконы, которая издавна была важнейшей святыней села. В 1-й половине XIX века Шуйский уезд стал одним из центров распространения единоверия во Владимирской губернии. В Иванове единоверческий приход оформился в 1839 году после освящения Благовещенской единоверческой церкви. Во 2-й половине XIX века влияние старообрядчества стало ослабевать. В середине XIX века были построены новая колокольня и новый храм Рождества Христова на главной площади Иванова, в Вознесенской слободе построены Вознесенский храм работы К. А. Тона и колокольня рядом с ним.

## Образование Иваново-Вознесенска

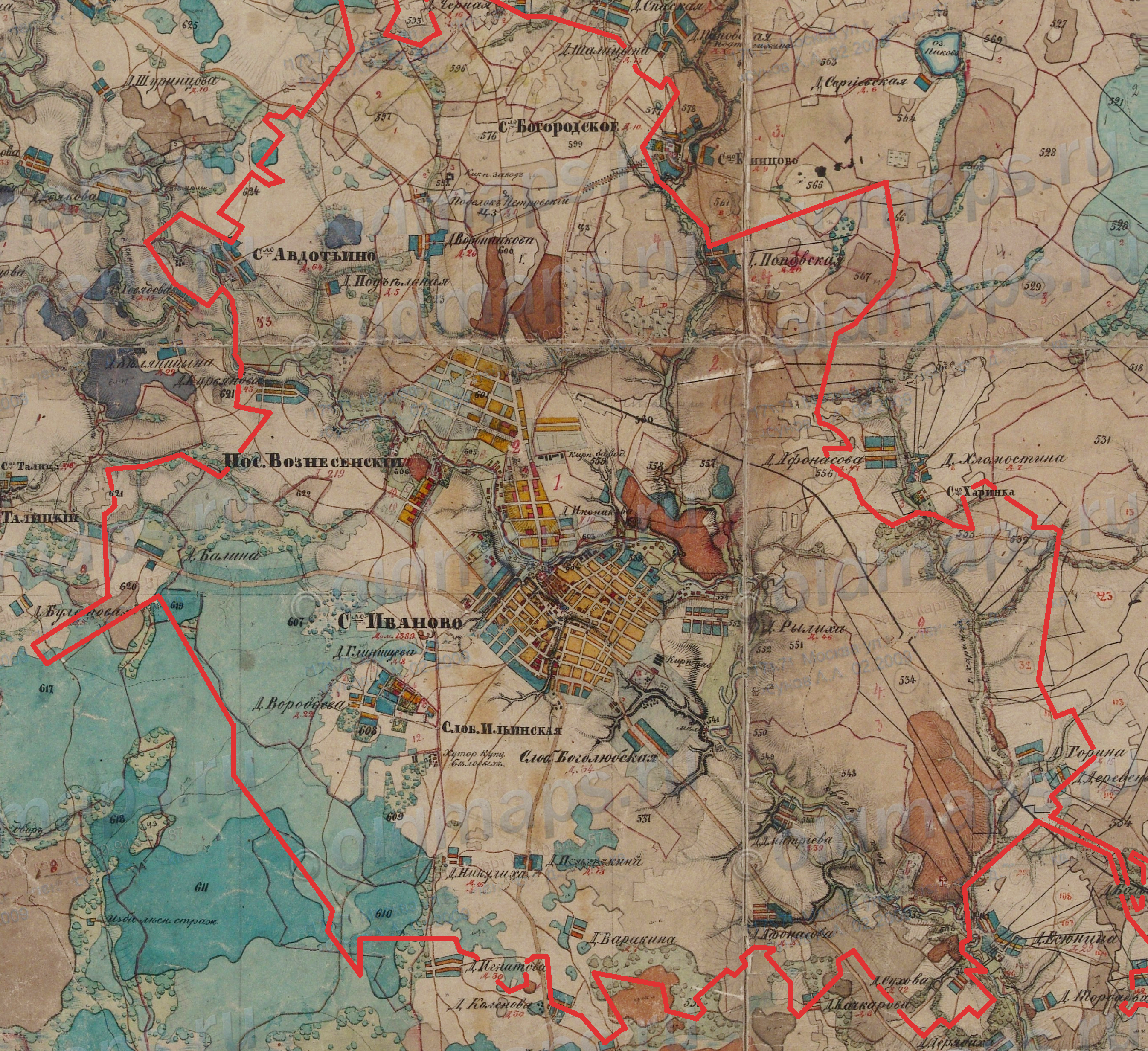
Село Иваново, Вознесенский посад и окрестности. Карта А. И. Менде 1850-х годов. Красными линиями обозначены границы города по состоянию на начало 2010-х годов

Ещё в 1845 году губернатор П. М. Донауров обращался к министру внутренних дел с просьбой о создании города «возле села Иванова в Вознесенской слободе», но она была отклонена.
Постановлением от 9 (21) декабря 1853 года Вознесенская, Дмитриевская (Дмитровская), Ильинская, Троицкая слободы и некоторые другие территории были объединены в Вознесенский посад. В 1857 году население посада составляло 3,5 тысячи человек, в то же время в селе Иванове проживало около 9 тысяч человек. Посад уступал селу не только по населению, но и в промышленном и культурном отношениях. Костромская улица, от которой начиналась дорога в Кострому, стала главной улицей посада. Его композиционным ядром был Вознесенский храм c колокольней.
В 1869 году начались мероприятия по созданию города. Предлагались названия Иваново-Вознесенск, Ивановский посад и Александровск (в честь императора Александра II). 21 июля (2 августа) 1871 года Александр II утвердил принятое Комитетом министров переименование села Иваново и Вознесенского посада Владимирской губернии в безуездный город Иваново-Вознесенск. 6 (18) июня 1872 года проведено первое заседание городской думы Иваново-Вознесенска. Полностью процесс образования города завершился в 1873 году. 30 августа (11 сентября) этого года Покровский храм был утверждён в статусе городского собора, в тот же день состоялись торжества с участием губернатора В. Н. Струкова и архиепископа Антония. Однако датой основания города обычно всё же считают 21 июля (2 августа) 1871 года.

Я. П. Гарелин (1820—1890) — фабрикант, меценат и краевед. Один из наиболее активных инициаторов создания города

Первым главой Иваново-Вознесенска стал фабрикант П. С. Борисов. В 1877 году пост главы города занял Я. П. Гарелин, бывший одним из инициаторов образования города. При его руководстве начались крупномасштабные благоустройство и озеленение. При первых городских думах в 1870 — начале 1880-х годов бывшее неприглядное село постепенно обзаводилось чертами города: на центральных улицах был уложен булыжник, появилось фонарное освещение, упорядочивалось городское сообщение путём строительства дамб через овраги. В то же время неоднократно поднимались важные вопросы, которые так и не были решены: очищение превратившейся в зловонную канаву Уводи (фабрики стояли по берегам реки, которая использовалась ими как сточная канава для отходов производства и нечистот), строительство водопровода, создание внутригородской системы сообщения.
К 1870-м годам все текстильные предприятия Иванова, за исключением незначительного количества мелких заведений, обслуживались машинным трудом, перротины были вытеснены усовершенствованными цилиндрическими машинами. Однако на ткацких предприятиях всё ещё использовали исключительно механические станки, хотя на некоторых российских предприятиях уже начали внедрять автоматические агрегаты. Отделочная отрасль по-прежнему главенствовала, при этом было крайне мало бумагопрядильных фабрик, не удовлетворявших потребностей ткацких предприятий. Во второй половине XIX века механические мануфактуры росли лавинообразными темпами. В городе насчитывалось несколько десятков предприятий, но промышленный потенциал определяли около 15 наиболее крупных и развитых хлопчатобумажных фабрик: фабрики Гарелиных, фабрики Зубковых, Полушиных, Витовых, Фокиных, Н. Дербенёва, Кокушкина и Маракушева, А. Гандурина, Н. и Л. Гандуриных, Д. Г. Бурылина, А. Новикова, Иваново-Вознесенская ткацкая, Куваевская и Покровская мануфактуры. С середины XIX века за Ивановом закрепились неофициальные названия «ситцевое царство» и «Русский Манчестер» (английский Манчестер был известен во всём мире своей текстильной промышленностью). Местные предприятия ориентировались на крестьян и рабочих, среди которых ивановские ситцы пользовались популярностью из-за низкой цены, при этом их качество тоже было низким. Дорогие и качественные ткани тоже выпускались, но в гораздо меньшем количестве.
В 1886 году в Куваевской мануфактуре и на машиностроительном заводе впервые в мире в производственном процессе была применена электросварка, изобретённая Н. Н. Бенардосом.

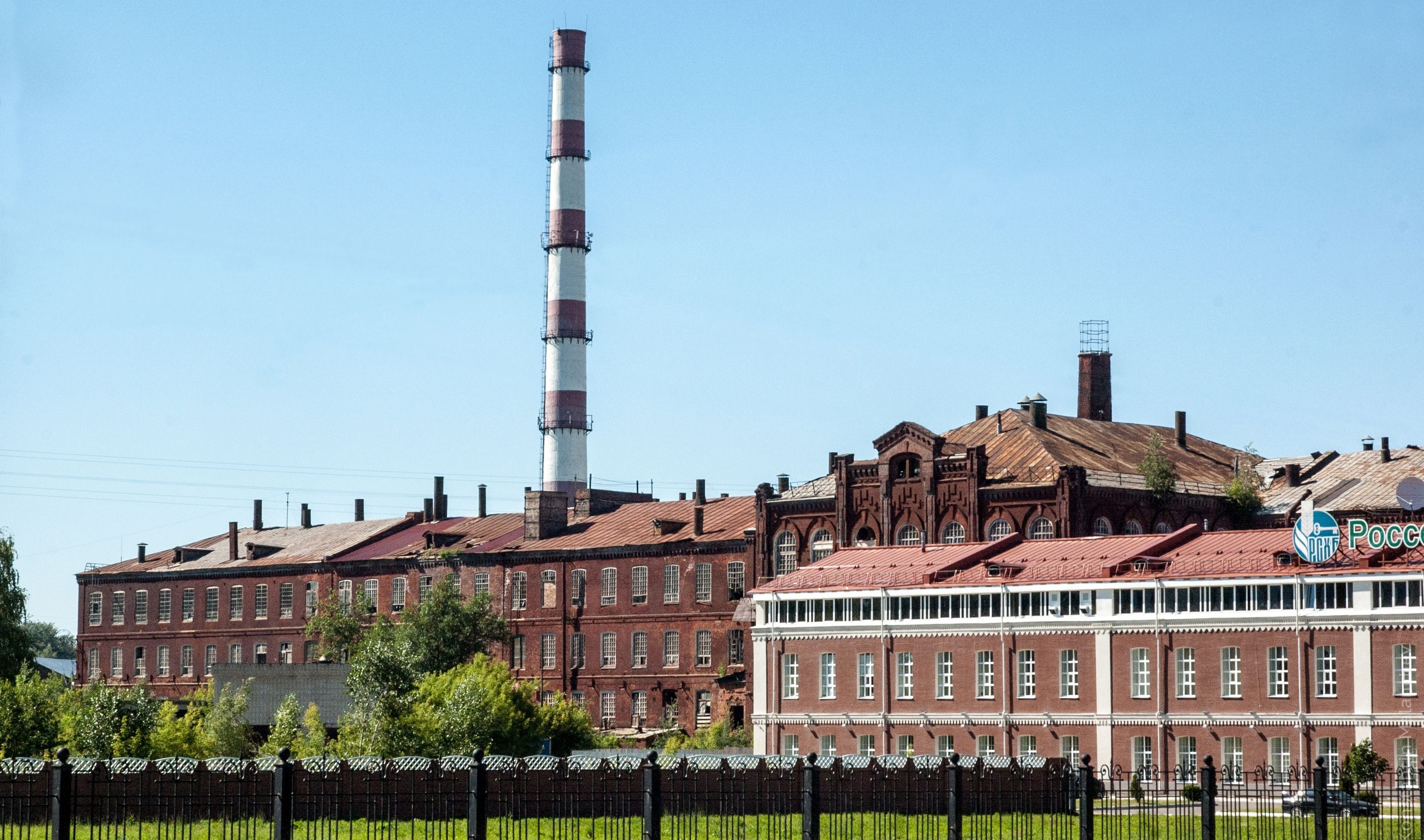
Куваевская мануфактура (Большая ивановская мануфактуа) — одна из крупнейших фабрик дореволюционного Иванова

В 1871 году граф Д. Н. Шереметев умер. С. Д. Шереметев, его наследник, уже не являлся вотчинником Иванова, которое стало частью образовавшегося города, но связей с краем не разрывал. На роль Шереметевых в развитии Иванова существуют прямо противоположные взгляды. По мнению профессора ИвГУ А. А. Корникова, графы рассматривали село исключительно как источник огромных доходов, ничего при этом в него не вкладывая: разрешали крестьянам, в том числе промышленникам, выкупаться на свободу только на грабительских условиях; выступали против создания города; никак не содействовали благоустройству села. Заместитель председателя Ивановского областного краеведческого общества доцент А. М. Семененко, напротив, полагает, что Шереметевы оставили положительный след в истории Иванова тем, что поощряли устроительство первых ивановских мануфактур в XVIII веке; участвовали в благотворительной деятельности; делали значительные скидки на выкуп крестьянами своих земель и усадеб после реформы 1861 года. Дискуссионным остаётся и вопрос о роли Вознесенского посада в формировании города.

Пролетарское местечко Ямы. Не входило в состав города до 1917 года. Фото начала XX века

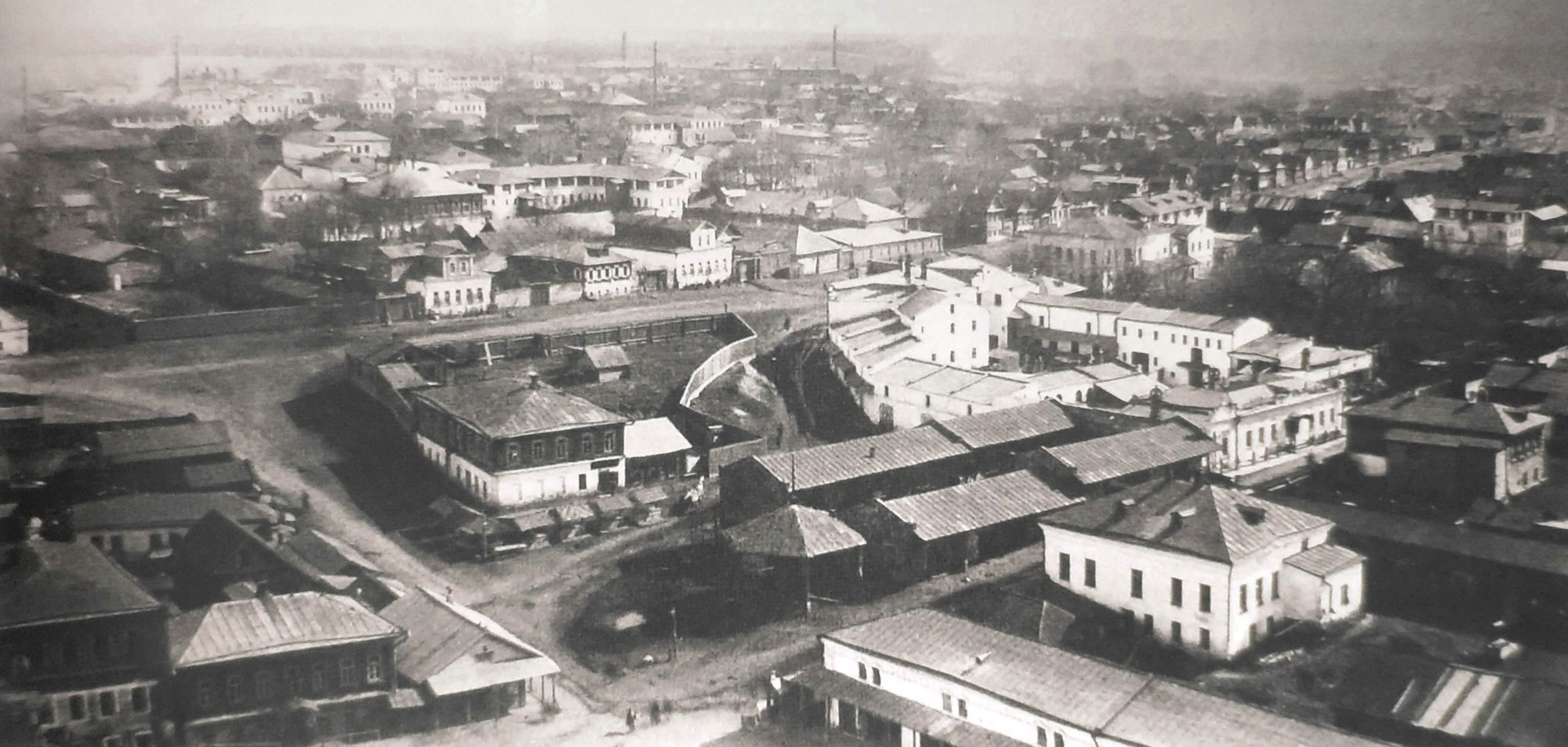
Вид на улицы Кокуй и Фёдоровскую (ныне 10-го Августа и Красногвардейская). Фото 1890-х годов

В 1868 году Шуйско-Ивановская железная дорога связала Вознесенский посад со станцией Новки Московско-Нижегородской железной дороги (ныне Горьковская), в 1871 году была построена железная дорога до Кинешмы, а в 1890-х годах — до Москвы. Железнодорожное строительство способствовало усилению торговых связей с другими регионами. Иваново-Вознесенск стал центром неофициального Иваново-Вознесенского промышленного района, объединяющего текстильные центры севера Владимирской губернии (Шуя, Тейково, Южа, Лежнево) и юга Костромской (Кинешма, Вичуга, Родники, Середа, Яковлевское). Иногда район называли Иваново-Кинешемским, подчёркивая важную роль Кинешмы как транспортно-логистического центра на Волге. Во второй половине века значение ярмарок в торговой деятельности иваново-вознесенцев убывает. Лишь Нижегородская ярмарка сохранила своё значение. Ключевую роль стали иметь торговые площадки Москвы. В конце XIX — начале XX веков рынком сбыта дешёвых иваново-вознесенских ситцев была вся Российская империя. Внешние рынки имели меньшее значение, была хорошо освоена Персия, в меньшей степени — Китай.
Чрезвычайно запутанная топонимическая система Иваново-Вознесенска представляла собой исключение из общей нормы городской топонимии в России. У одного и того же объекта здесь могло быть несколько названий, причём противопоставление официальных и неофициальных отсутствовало: городская власть, официально утвердив название улицы, могла не следовать своим же решениям и именовать её в официальных документах совершенно произвольно. Нередко улицы делились на поквартальные отрезки, которые тоже могли иметь по несколько названий. Вероятно, такая сложность топонимии была связана с хаотичной градостроительной системой Иваново-Вознесенска: отсутствовало чёткое зонирование, здания часто меняли своё назначение. Как следствие, часто изменялись маршруты горожан и значимость отдельных кварталов.
Во 2-й половине XIX века количество крестьян, переселяющихся на заработки из сёл и деревень в Иваново-Вознесенск, резко возросло. Вместе с ними в город переносились некоторые сельские традиции и обычаи. При этом многие из них в тёплое время года возвращались в сельскую местность. Ивановские крестьяне достаточно быстро, уже к 1869 году, выкупились на волю. На землях, окружающих город, застраивались новые районы: Новая Боголюбовка (ныне местечко Балашовка), посёлки Новая Рылиха, Ушаково, Ефремково и Булатово (ныне часть местечка Нежданово), местечко Ямы. В конце XIX века возникли слободы Ново-Троицкая, Успенская, Никольская, Преображенская (ныне местечки Минеево и Пустошь-Бор), слободы Петропавловская и Завертяиха (ныне местечко Хуторово), посёлок Котельницы (ныне район улиц Короткова и Шмидта). Все указанные выше территории были включены в черту города лишь в 1917 и 1922 годах.
Несмотря на обширное строительство, по-прежнему остро стояла жилищная проблема: многие рабочие, в основном низкоквалифицированные выходцы из деревни, жили в перенаселённых съёмных квартирах или в общежитиях. Условия труда рабочих тоже были скверными: профессиональной болезнью текстильщиков был туберкулёз, который провоцировался попадавшими в лёгкие мельчайшими частичками хлопковых волокон; в отделочном производстве воздух отравляли ядовитые пары; вентиляции в цехах обычно не было; из-за грохота в ткацких цехах ткачи страдали глухотой; станки стояли плотно, что приводило к повышенному травматизму. На здоровье горожан сказывались и экологические проблемы города: плохое качество питьевой колодезной воды и загрязнённость Уводи. Развитию здравоохранения препятствовал недостаток средств в бюджете города, основную роль здесь играла благотворительность. В 1897 году открылась городская больница (ныне 1-я городская клиническая больница), в 1910 году — Куваевская больница.
В 1870—1880 годах 5 % от числа иваново-вознесенских рабочих составляла т. н. рабочая аристократия — высококвалифицированные специалисты, которые пользовались различными льготами и получали в месяц по 30—40 рублей. Рабочие основных специальностей, составлявшие две трети персонала, зарабатывали 10—15 рублей в месяц. Наконец, чуть меньше трети составляли низкоквалифицированные чернорабочие, зарабатывавшие 7—10 рублей. В дореволюционное время на фабриках трудились в основном мужчины.
Академик В. П. Безобразов писал о противоречиях русской действительности в условиях наступления капитализма, ярко проявившихся в Иванове:

Едва ли не самой характеристической чертою ивановского мира должно признать это удивительное сочетание и переплетение нитей давно отжившей для образованных классов русской старины с явлениями самого крайнего мануфактурного индустриализма Европы. И этот самый крайний фабричный и меркантильный дух, и эта промышленная отвага, и эти европейские туалеты, лоск и комфорт, наконец, и эти прогрессивные фразы, выхваченные из передовых журналов, и эти попытки женской эмансипации, <…> — всё это <…> уживается со строгими постами, формализмом древних обрядов, причитаниями, женским затворничеством и наследственною суровостью нравов.— В.П. Безобразов. Очерк «Село Иваново», напечатанный в журнале «Отечественные записки». 1864 г.

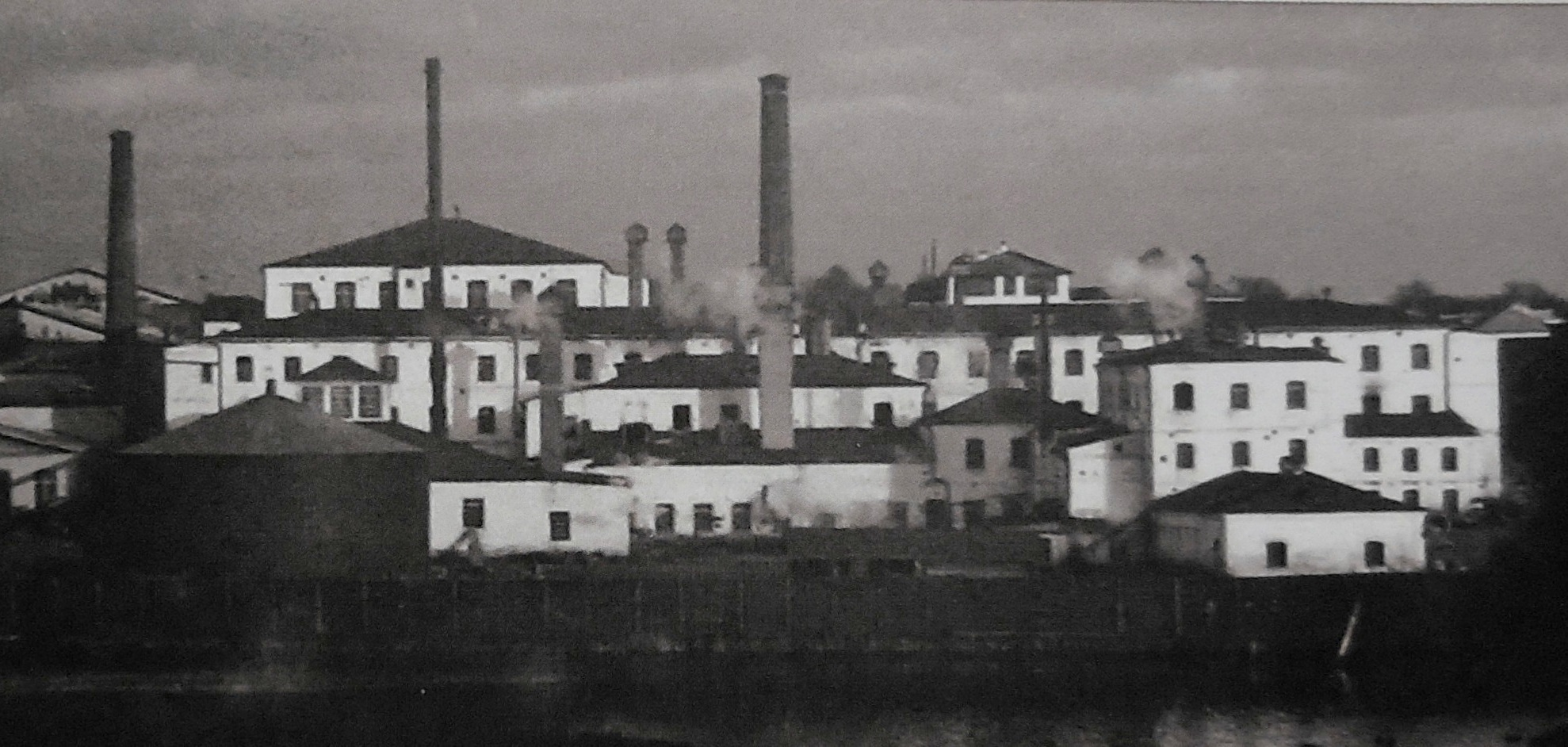
Фабрика в Иваново-Вознесенске

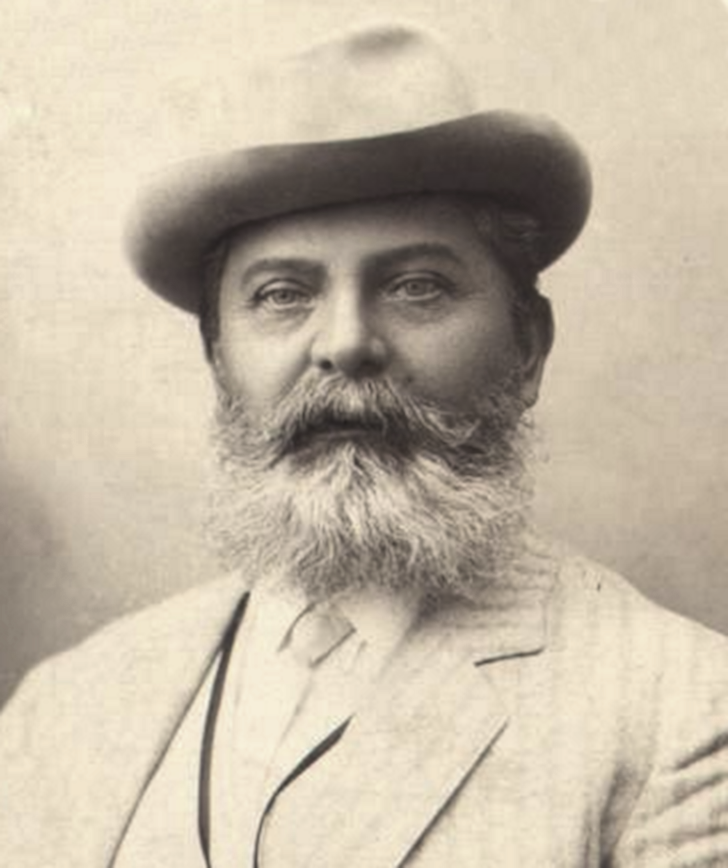
Д. Г. Бурылин (1852—1924) — фабрикант, меценат и коллекционер. Основатель Музея промышленности и искусства

В. П. Безобразовым отмечалось также значительное социальное расслоение в Иванове, тесное соседство богатства и нищеты. Князь И. М. Долгорукий описывал колоссальные состояния местных фабрикантов и подмечал, что «в Иванове нет середины — или нищий, или богач». В резко негативном свете предстаёт Иваново в произведениях местных писателей, которые называют его «тихим омутом», «чёрным городом», «царством ситца и чахотки», «царством тьмы и пота», «чёртовым болотом». Последнее название придумано Ф. Д. Нефёдовым. Он был одним из наиболее известных ивановских писателей, другом революционера и террориста С. Г. Нечаева, прожившего в Иванове первые 18 лет своей жизни.
Хотя в конце XIX — начале XX веков великороссы и составляли абсолютное большинство населения «Русского Манчестера», индустриальный характер города притягивал в него сотни представителей других национальностей. Польская диаспора появилась здесь в конце XIX века. Поляки ценились на предприятиях как высококвалифицированные специалисты. Имелась еврейская диаспора, хотя город находился далеко от официальной черты оседлости. Существовала мусульманская община, большинство мусульман было татарами. На рубеже столетий в городе проживало несколько десятков представителей протестантских конфессий, около сотни поляков, двухсот евреев, и немногим больше мусульман.
Передовые промышленники начинали понимать важность системного образования. В 1847 году Я. П. Гарелин открыл при своей мануфактуре училище, в котором через 20 лет училось уже более 100 детей. В 1861 году в Вознесенском посаде открылась начальная школа для девочек. Наконец, в 1868 году появилось первое профессиональное учебное заведение — училище мастеровых и рабочих, которое патронировал Гарелин. Он же содействовал открытию в 1860-х годах публичной библиотеки и больницы для мастеровых и рабочих.
В 1873 году открылось первое реальное училище. Учились в нём сыновья предпринимателей и чиновников. В 1878 году появилась женская прогимназия, вскоре преобразованная в гимназию. Мужская гимназия открылась в 1909 году. К концу столетия в городе действовало около 20 школ разной направленности. На фабриках чувствовалась нехватка квалифицированных специалистов. Ситуация стала исправляться, когда в 1890 — начале 1900-х годов открыли свои двери низшее механико-техническое училище, школа колористов, рисовальная школа, торговая школа и низшая ремесленная школа. Из городского бюджета и личных средств предпринимателей на профессиональное образование Иваново-Вознесенска выделялись немалые средства. Уровень подготовки в местных учебных заведениях был довольно высок, а круг поступавших в них не ограничивался Иваново-Вознесенском и его окрестностями. Так город стал крупным центром профессионального образования. К 1914 году в Иванове действовало 37 начальных школ. Обучение в них было бесплатным. На нужды школ уходила пятая часть городского бюджета. Несмотря на это, система образования не покрывала всех потребностей жителей в его получении и не всем была доступна — в особенности это касалось беднейших слоёв населения.
В начале XX века в городе существовало 8 кинотеатров, самым большим из которых был «Буфф» на нынешней площади Пушкина. Действовали три театра: зимний театр клуба приказчиков, летний театр в Графском саду (ныне Сад имени 1 Мая) и театр Василия Демидова в Ямах. Последний из-за дешевизны билетов посещали преимущественно рабочие.
Фабрикантом Д. Г. Бурылиным были собраны значительные коллекции предметов искусства, старинных и редких предметов из разных областей человеческой деятельности, в том числе уникальные в своём роде универсальные астрономические часы, значительные масонская и текстильная коллекции и даже египетская мумия. В 1914 году для бурылинской коллекции было построено здание музея.

## Революционное движение
Большое количество пролетариата, причём хорошо организованного пролетариата, привлекало к Иваново-Вознесенску внимание революционеров, а неудовлетворительное положение большинства рабочих и высокая социальная напряжённость только способствовали распространению революционного и стачечного движений. По сведениям советского историка П. М. Экземплярского, первая иваново-вознесенская стачка прошла в 1871 году. В 1875 году для организации пропагандистской работы в Иваново-Вознесенск приехала группа народников. Причиной того, что они не стали наниматься на московские фабрики, революционеры называли свою низкую квалификацию, отчего вошли в историю как «неумелые ткачи». Через несколько месяцев после начала деятельности они были арестованы. «Неумелые ткачи» проходили по громкому «процессу пятидесяти». В 1885 году забастовало несколько тысяч ткачей, требовавших повышения расценок и ликвидации ночных смен. По результатам стачки власти пошли на некоторые уступки. В целом забастовки этого времени были единичными и неорганизованными.

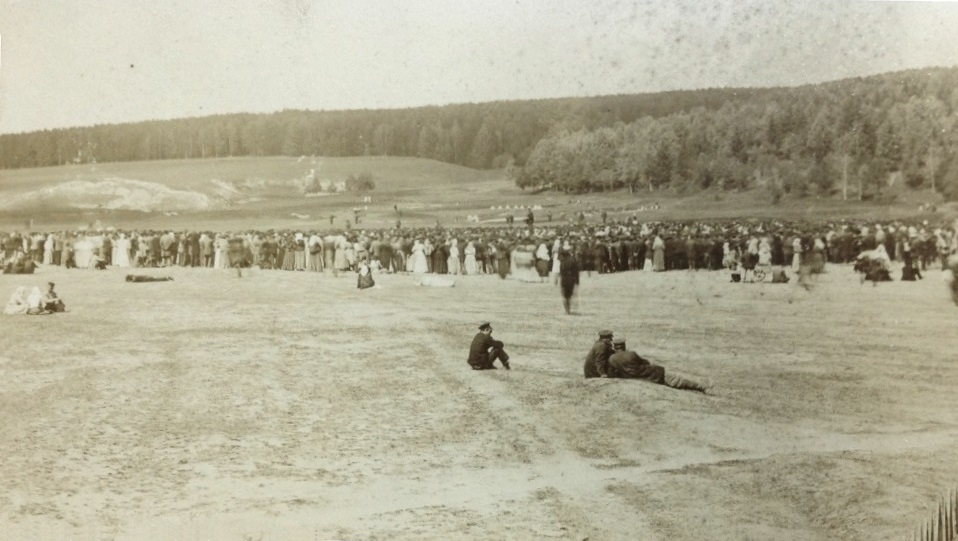
Стачка рабочих на Талке в 1905 году

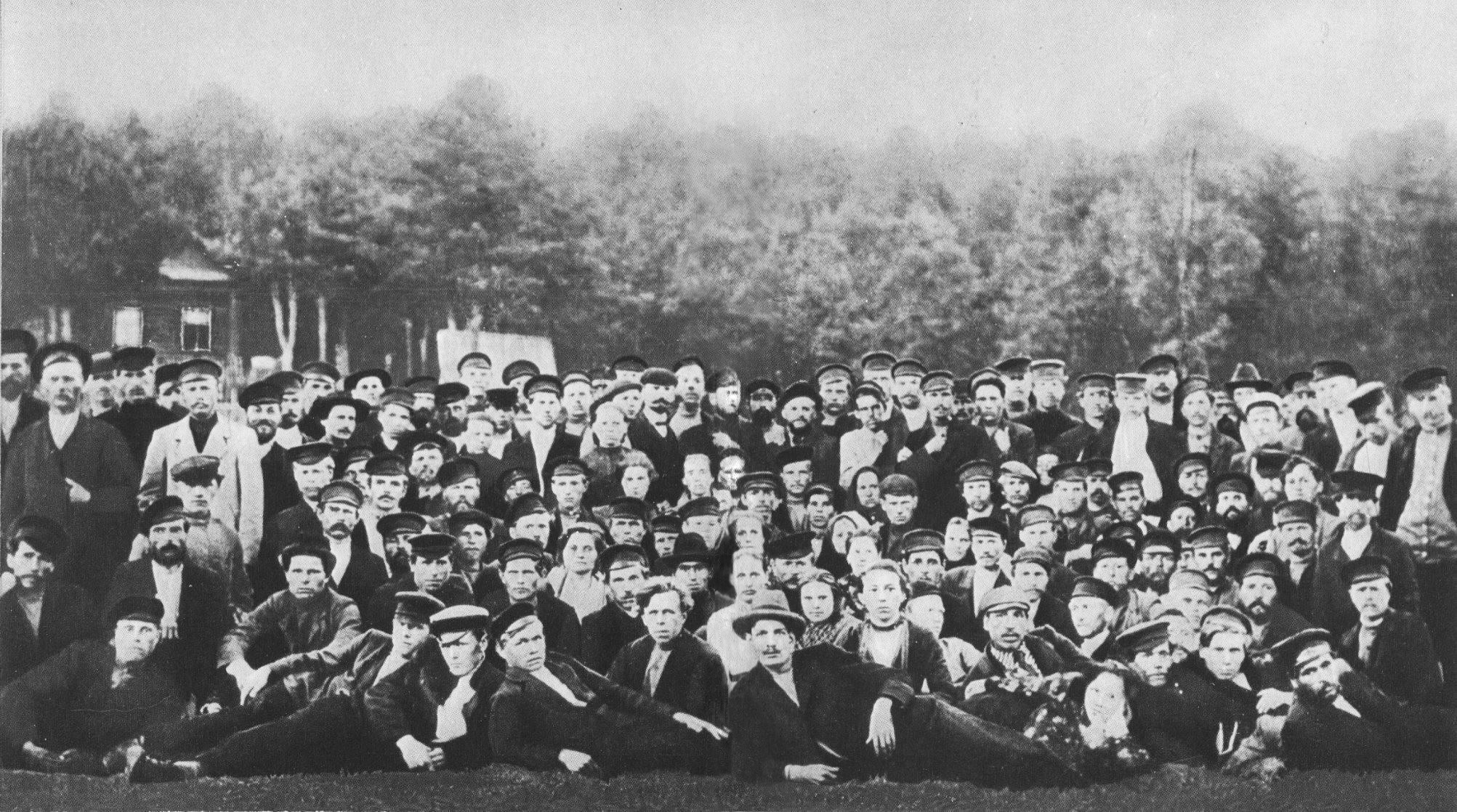
Депутаты Совета уполномоченных на берегу Талки в 1905 году

В 1892 году петербургский студент Ф. А. Кондратьев создал первый в городе марксистский кружок. В 1895 году несколько марксистских кружков объединились в «Рабочий союз», руководителями которого были Кондратьев, О. А. Варенцова, Н. Н. Кудряшов и М. А. Багаев. В 1896 году многие организаторы союза были арестованы, но подпольная деятельность марксистов не прекратилась. В город приехал опытный подпольщик Ф. А. Афанасьев («Отец»), позже возглавивший местных большевиков. В 1898 году марксистские организации Иваново-Вознесенска и Кохмы объединились, образовав Иваново-Вознесенский комитет РСДРП.
Иваново-вознесенские рабочие приняли активное участие в Первой русской революции. 12 (25) мая 1905 года в городе началась всеобщая стачка, в которой приняли участие около 30 тысяч человек с почти всех предприятий города. Бастовавшие предъявили фабрикантам около 30 требований. Они носили преимущественно экономический характер (увеличение гарантированного минимума зарплаты, введение 8-часового рабочего дня и льгот, улучшение санитарно-технических условий труда и т. п.), но были и политические требования, на выдвижении которых настояла РСДРП (созыв Учредительного собрания, введение демократических свобод, празднование Первого мая).

15 (28) мая во время стачки был избран Совет рабочих уполномоченных, название «Совет рабочих депутатов» по отношению к нему стало использоваться уже после 1917 года. Инициаторами выборов в него были предприниматели, не желавшие вести переговоры с толпой, но вопреки их ожиданиям выбранные депутаты отказались вести переговоры в рамках каждой фабрики в отдельности, а объединились в общегородской Совет. Он стал первым в России общегородским советом. Новый орган состоял из 151 депутата. По идейным воззрениям он был преимущественно большевистским, по классовому составу — практически полностью пролетарским, и очень молодым по возрасту: средний возраст депутатов составлял 23 года. Работой Совета руководил президиум из шести человек под председательством рабочего-гравёра и поэта А. Е. Ноздрина. В Совете работали стачечная, финансовая, продовольственная комиссии, пропагандистская группа и рабочая милиция под руководством И. Н. Уткина («Станко»). По результатам долгих переговоров фабриканты пошли на некоторые уступки рабочим: была сокращена продолжительность рабочего дня (в среднем до 10,5 часов), увеличена зарплата, стали предоставлять небольшой отпуск по родам. Но большинство требований выполнено не было. 19 июля (1 августа) Совет прекратил свою работу. Некоторые исследователи полагают, что в проведении стачки и в работе Совета проявилась привнесённая выходцами из сельской местности традиция деревенского схода, а роль большевиков в этих событиях преувеличена.

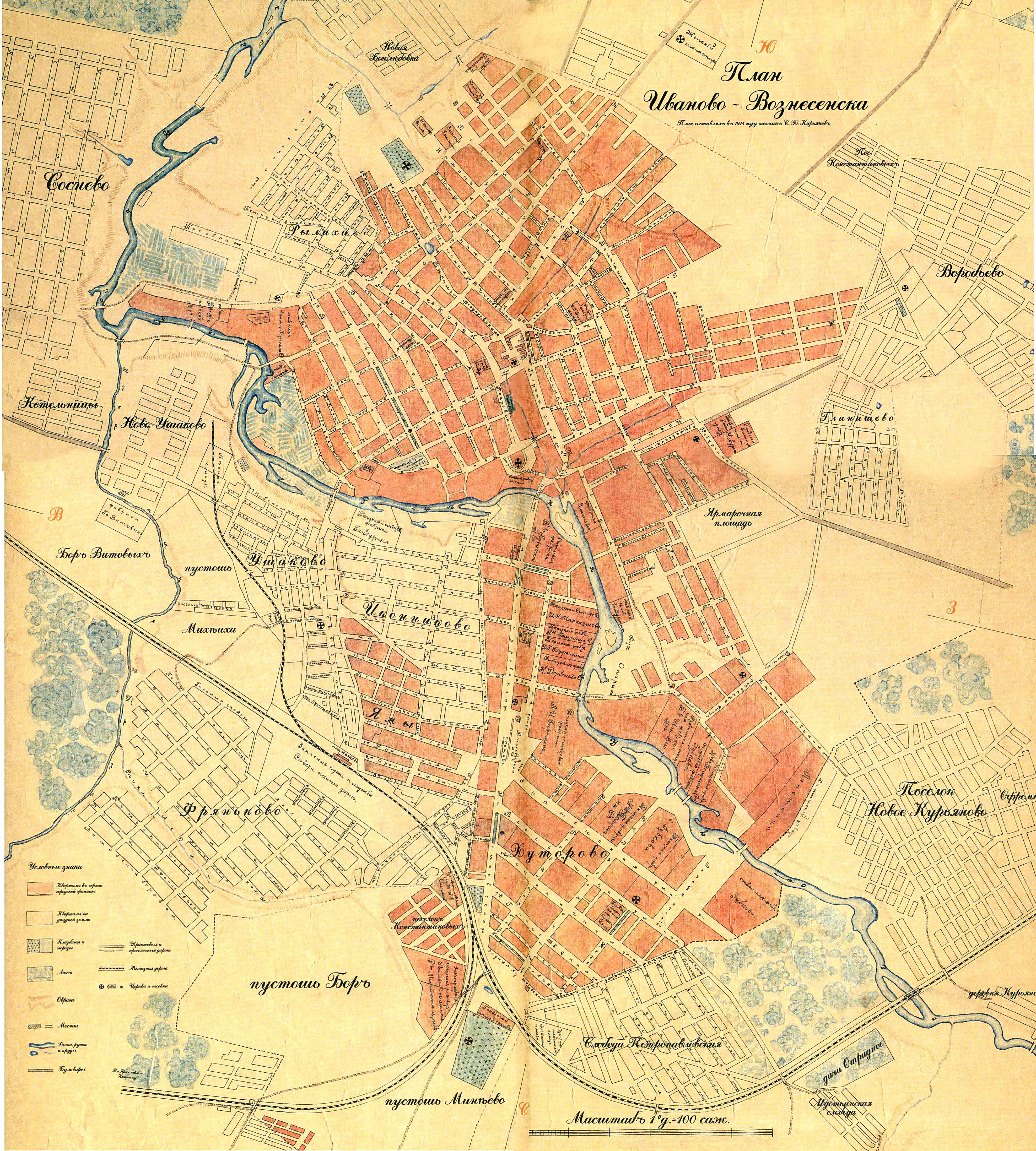
План города Иваново-Вознесенска, составленный в 1914 году Е. Х. Кирьяновым (карта перевёрнута)

В октябре в России вспыхнула всеобщая политическая стачка, иваново-вознесенцы присоединились к ней 17 (30) октября. Вскоре начались акции праворадикалов, прошли еврейские погромы. Полиция и казаки пытались предотвратить бесчинства. Погромы нанесли серьёзный удар по еврейской общине города. В октябре — ноябре происходили столкновения и перестрелки черносотенцев с большевистскими боевиками, преследованиям подверглись бывшие депутаты Совета. 22 октября (4 ноября) у Талки черносотенцы убили Ф. А. Афанасьева, а 16 (29) ноября — революционерку О. М. Генкину, которая привезла в город оружие для большевиков. В декабре 1905 года боевая дружина иваново-вознесенских и шуйских рабочих под командованием М. В. Фрунзе отправилась в Москву для участия в вооружённом восстании.
В начале 1906 года революционное движение пошло на спад, общественная активность в основном стала проявляться в легальных формах. Сильные позиции в городе продолжали иметь большевики. Под их влиянием находились профсоюзы. Гораздо меньшим влиянием обладали эсеры. Свою деятельность вели правые партии. Ещё в ноябре 1905 года была создана Иваново-Вознесенская самодержавно-монархическая партия, но в годы Первой мировой войны роль монархистов в общественно-политической жизни города стала незначительной. С декабря 1905 года по 26 февраля 1906 года иваново-вознесенские октябристы провели 8 открытых собраний и разработали свою, во многом отличную от центральной, программу партии. В ней они пересмотрели вопрос о власти, считая, что Государственная дума должна стоять над царской властью. Манифест 17 октября трактовался в программе не как проявление царской милости, а как приобретение русского народа, выдвигались требования широких демократических свобод. На одно из собраний Конституционно-демократической партии в поддержку I Думы в город приехал член ЦК кадетов П. Б. Струве. В сотрудничестве с профсоюзами Центральной России кадеты успеха не достигли, кадетский профсоюз Иваново-Вознесенска быстро распался.
Город рос стремительными темпами. Если в 1897 году в нём проживало 54 тысячи человек (48-е место в Российской империи по численности населения), то к 1914 году население возросло до 146 тысяч, переместив Иваново-Вознесенск на 17-е место. Местная промышленность легко пережила кризис начала 1900-х в России. Достаточно поздно, в 1913 году, промышленники объединились в картель («Общество фабрикантов и заводчиков Иваново-Вознесенского промышленного района»). Иваново-Вознесенск стал ведущим текстильным центром Российской империи. В городе работало около 50 более или менее значимых текстильных предприятий и обслуживающих их заводов. С конца XIX века местным отделением Русского технического общества по промышленному району распространялись сведения о технических и технологических новациях в текстильной промышленности.
В 1914 году из-за начала Первой мировой войны производство в Иваново-Вознесенске резко сократилось. Ситуация осложнилась нехваткой тканевых красителей, со 2-й половины XIX века поставлявшихся из Германии. Падение производства составило 12 %, в 1916 году — 23 %. Более значительного спада удалось избежать благодаря военным заказам. Бо́льшая часть предприятий во время войны выпускала продукцию для армии. Резкий рост инфляции и продовольственный кризис повлекли за собой возобновление стачечного движения. В августе 1915 года состоялась стачка, носившая политический и антивоенный характер: бастующие требовали отпустить на свободу рабочих, арестованных накануне. После того как полицмейстер отказался выпустить арестованных, толпа двинулась по Приказному мосту в сторону улицы Кокуй, где находилась тюрьма. Перед номерами Дунюшкиной (ныне улица 10-го Августа, 29) рабочих встретили солдаты, открывшие по протестующим огонь. В результате погибли 30 человек, среди которых был один из руководителей иваново-вознесенских большевиков Г. С. Зиновьев («Фёдор»). В конце 1916 — начале 1917 годов прошла стачка с экономическими требованиями, имевшая стихийный характер.
Событиям 1917 года в Иваново-Вознесенске, как и в столицах, предшествовал продовольственный кризис. 21 февраля (6 марта) полиция провела обыски у торговцев, но обнаруженные запасы продовольствия оказались незначительными. Городская управа признавала, что муки не хватает даже для больниц и лазаретов. 

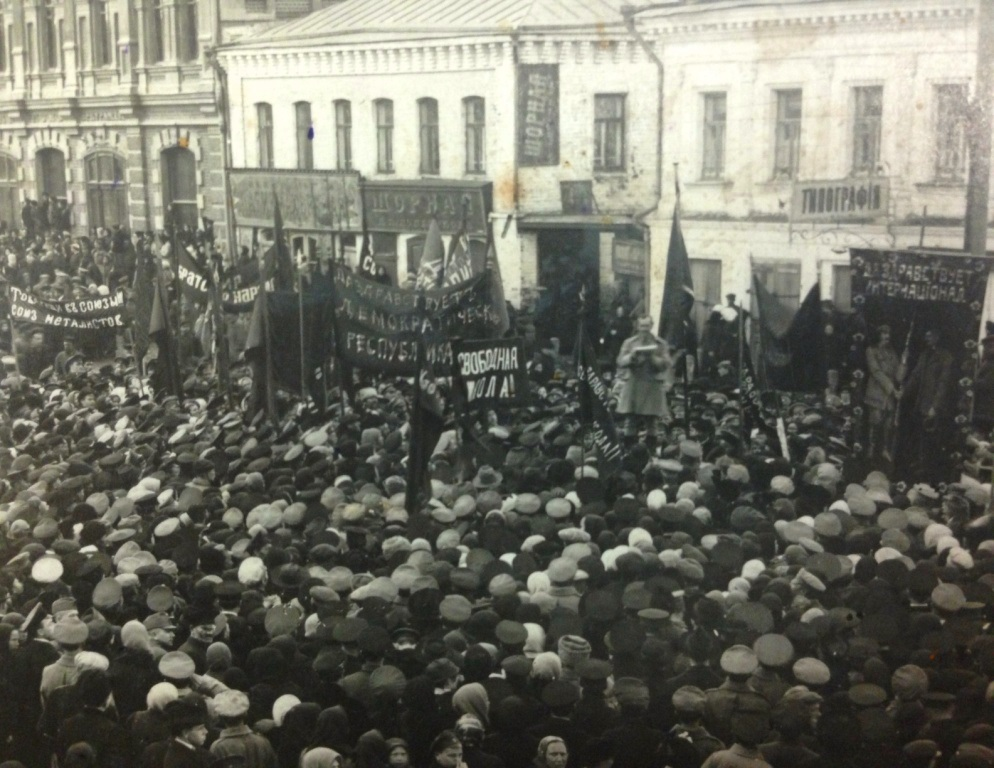
Митинг на Георгиевской улице (ныне проспект Ленина) 2 марта 1917 года после известия о Февральской революции

2 (15) марта 1917 года после отречения Николая II от престола в центре города собрался многолюдный митинг. Вечером было принято решение о создании Совета рабочих депутатов (позже переименован в Совет рабочих и солдатских депутатов). В него вошли 55 представителей различных предприятий, 8 человек от учебных заведений и 15 от солдат расквартированного в Иваново-Вознесенске 199-го запасного полка. Одновременно по инициативе депутатов городской думы был создан Комитет общественной безопасности (в мае переименован в Комитет общественных организаций), объявивший себя единственным органом власти в городе. В Комитете были представлены почти все социальные слои и политические силы, однако главенствовали правые. Большую часть депутатов Совета составляли рядовые беспартийные рабочие, но к концу марта он перешёл под контроль большевиков. Если до этого Совет признавал верховенство Комитета и сотрудничал с ним, то теперь он перешёл к конфронтации с Комитетом; на первый план в деятельности Совета вышли политические цели. Так в Иваново-Вознесенске установилось двоевластие, характерное тогда для всей России. В начале июля Совет предпринял неудачную попытку захватить власть силой. Поняв, что без поддержки местного гарнизона захватить и удержать власть не удастся, большевики усилили агитационную работу среди солдат 199-го полка. По инициативе Совета были организованы профессиональные союзы металлистов, ткачей, ситцепечатников; на предприятиях создавались фабрично-заводские комитеты, через которые большевики стали контролировать производство и сбыт продукции. 21 октября (3 ноября) в Иваново-Вознесенске и соседних городах под руководством М. В. Фрунзе и других большевиков была организована масштабная забастовка. 25 октября (7 ноября), узнав, что в Петрограде власть перешла в руки большевиков, городской Совет, давно готовый к такому развитию событий, организовал революционный штаб, получивший широкие полномочия по охране порядка в городе. Он взял под контроль телефон и телеграф, расставил в городе вооружённые караулы. Протестовать против этого пытались лишь почтово-телеграфные работники и небольшая группа меньшевиков из Совета. Забастовку почтовиков подавили, а на возражения меньшевиков просто не обратили внимания, так как к этому моменту они уже не пользовались влиянием. Таким образом, власть к большевикам в Иваново-Вознесенске перешла без единого выстрела.

## Советский период Иваново-Вознесенска

М. В. Фрунзе (1885—1925) — инициатор создания Иваново-Вознесенской губернии и её первый глава. Бюст у ИВГПУ

Северная часть Владимирской губернии и южная часть Костромской уже давно образовывали Иваново-Вознесенский промышленный район, основанный на текстильной промышленности, а численность населения Иваново-Вознесенска была больше, чем во Владимире или Костроме. В 1917 году был поднят вопрос о создании на этих территориях губернии с центром в Иваново-Вознесенске. 20 июня 1918 года принято постановление НКВД об образовании Ивановской губернии (вскоре название изменили на «Иваново-Вознесенскую»). К тому времени губерния уже полностью функционировала, а постановление НКВД лишь юридически закрепило реальное положение дел. Важный вклад в создание губернии внёс М. В. Фрунзе, он же стал её первым главой. В Иваново-Вознесенске начиналась деятельность многих известных большевиков, государственных деятелей СССР: А. С. Бубнова, П. П. Постышева, Д. А. Фурманова, А. С. Киселёва, И. Е. Любимова, М. А. Чернова.
В годы гражданской войны Иваново-Вознесенск находился в глубоком тылу Советской России. В городе действовали курсы подготовки командиров, некоторое время располагался штаб Ярославского военного округа. В основном из иваново-вознесенцев был сформирован 220-й Иваново-Вознесенский полк 25-й Чапаевской дивизии. Во время войны текстильная промышленность Иваново-Вознесенска оказалась в тяжёлом положении: остро ощущался дефицит топлива и хлопка, которые поставлялись из районов, оказавшихся в руках белых. Фабрики работали с перебоями или вовсе останавливались. Начался отток населения в деревни. Количество жителей уменьшалось ещё и за счёт призыва на фронта гражданской войны. Благодаря национализации предприятий, жёсткой экономии ресурсов и другим мерам властей удалось приостановить процесс умирания промышленности в регионе. Предприятия стали возобновлять свою работу в начале 1920-х годов. В 1922 году в Иваново-Вознесенске проходил судебный процесс по громкому Шуйскому делу.
| Здание Ивсельбанка В. А. Веснин, 1928     | «Дом-корабль» Д. Ф. Фридман, 1930                                                     |
| Гостиница «Центральная» Д. В. Разов, 1930 | Корпус Иваново-Вознесенского политехнического института И. А. Фомин, 1930. Ныне ИГХТУ |

Карта Иванова 1930-х годов

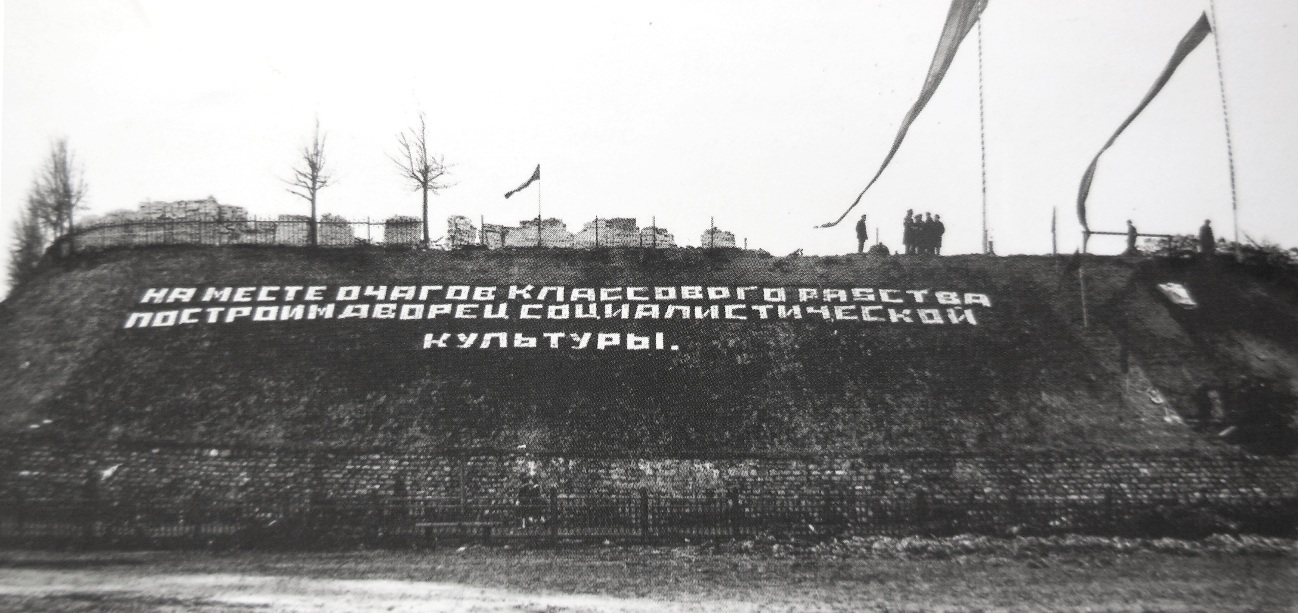
Храмы бывшего Покровского монастыря снесены в 1931 году. Была выложена надпись: «на месте очагов классового рабства построим дворец социалистической культуры».

В 1918 году основаны первые высшие учебные заведения города: Иваново-Вознесенский политехнический институт, затем Иваново-Вознесенский педагогический институт. Политехнический институт в 1930 году разделили на четыре вуза: энергетический, сельскохозяйственный, химико-технологический и текстильный. Для двух последних по проекту И. А. Фомина был выстроен комплекс зданий в стиле «красной дорики», ставший одним из важнейших архитектурных ансамблей города. Здания расположились на территории, где изначально было запланировано строительство Народного дома им. В. И. Ленина.
Повышение административного статуса города после Октябрьской революции и его стремительное развитие были обусловлены, помимо экономических соображений, репутацией города как пролетарского и революционного 1917—1934 годы иногда называют «золотым веком» ивановской истории и архитектуры. Иваново-Вознесенску в 1920-х годах была отведена роль своеобразного полигона, где проводился советский социальный эксперимент по построению нового социалистического общества. Город был центром творчества воплощавших в жизнь идеалы этого общества архитекторов-авангардистов (в особенности конструктивистов), среди которых были как ведущие зодчие страны, так и иваново-вознесенские архитекторы, сформировавшие местную архитектурную школу. В 1925 году открылась первая в СССР фабрика-кухня. Генеральный план города, над проектом которого работали А. П. Иваницкий и Л. А. Ильин, принят не был, но идеи этих архитекторов легли в основу всех последующих генпланов. Другой площадкой творчества художников-модернистов были фабрики, выпускавшие в 1920-х — начале 1930-х годах ивановский агитационный текстиль.
В 1922 году в городскую черту включены местечки Балашовка, Булатово, Котельницы, Курьяново, Нежданово, Соснево и Владимирская слобода (ныне район Владимирской церкви). В 1922—1925 годах сооружён городской водопровод. В 1926 году заработал автобусный общественный транспорт, а в 1934 году открыто трамвайное движение. В 1924—1928 годах построено около 140 двухэтажных домов Первого рабочего посёлка, который стал крупным памятником градостроительного искусства 1920-х годов, реализовавшим концепцию города-сада.
В 1925 году на базе 3-го стрелкового корпуса был образован 3-й авиаотряд имени Ивановских рабочих, от которого ведёт свою историю ивановская авиация. Он базировался на закрытом в 1950-е аэродроме Южном. В 1930-х годах созданы гражданский аэропорт и новый военный аэродром, построено новое здание железнодорожного вокзала в стиле конструктивизм.
Дополнительным толчком к развитию города послужило вышедшее 25 июня 1931 года постановление СНК СССР «О хозяйственном, жилищном и культурном строительстве города Иваново-Вознесенска». Именно в начале 1930-х началась масштабная кампания по благоустройству и озеленению. В 1933 году открылись крупнейший на тот момент в СССР Ивановский цирк и Интердом — школа для детей иностранных коммунистов, в том числе политиков высшего ранга.
В 1925—1926 годах объёмы производства достигли довоенного уровня, после чего началось строительство новых предприятий. Было решено устранить нехватку прядильных фабрик в промышленности Иваново-Вознесенска, в результате чего были построены крайне современные на тот момент конструктивистские фабрики: им. Дзержинского и «Красная Талка». В 1929 году был запущен меланжевый комбинат, рассчитанный на выпуск 120 000 м² тканей в сутки. Строительство крупнейшего предприятия области заняло всего полтора года. В 1932 году начал работу завод торфяного машиностроения.
В 1929 году в стране происходило укрупнение губерний и преобразование их в области. Так, Владимирская, Иваново-Вознесенская, Костромская и Ярославская губернии объединились в Ивановскую промышленную область (ИПО), которая просуществовала до 1936 года. Её центром стал Иваново-Вознесенск. По стоимости вырабатывавшейся продукции ИПО занимала третье место в СССР, а Иваново-Вознесенск в пропаганде того времени стал называться «Красным Манчестером» и «третьей пролетарской столицей СССР». На рубеже 1920-х и 1930-х годов обсуждалась идея переноса столицы РСФСР из Москвы в другой крупный город России (при этом Москва оставалась бы столицей СССР). За право стать административным центром России негласно боролись Ленинград, Нижний Новгород, Свердловск, Новосибирск, Ростов-на-Дону и Иваново.
В этот же период была утрачена значительная часть культурного наследия города. Власти ликвидировали все старые кладбища, в том числе действующие, часто — не считаясь с чувствами жителей. Например, на месте Успенского кладбища был разбит сад с развлекательными площадками, прозванный горожанами «Садом живых и мёртвых». Тогда же были открыты новые кладбища — в деревне Балино и в Сосневе. В 1920—1930-е годы снесена бо́льшая часть храмов, чем был нанесён значительный ущерб культурному наследию. Часть из сносимых зданий уже тогда считалась ценными памятниками архитектуры. Против их уничтожения выступили некоторые общественные деятели, в том числе архитектор Л. А. Ильин. На месте снесённых храмов бывшего Покровского монастыря по проекту А. В. Власова был возведён открывшийся в 1939 году драматический театр, а на месте храмового комплекса на площади Революции началось строительство Дома Советов, но завершено не было.
После установления советской власти начались переименования улиц и площадей города в соответствии с новой идеологией. Больше всего их было в 1927 году. В 1920—1930-х годах названия в честь известных большевиков получили текстильные предприятия. Стали звучать призывы к переименованию города в Иваново. Распространено мнение, что его сторонники руководствовались только антирелигиозными мотивами (часть -Вознесенск связана с христианским праздником Вознесения Господня). Но приводились и другие аргументы: отсутствие смысла во второй части названия после сноса Вознесенского храма и переименования Вознесенской части города в Сталинский район; две исторические части города давно слились воедино; даже спустя 60 лет после появления топонима Иваново-Вознесенск название Иваново продолжало оставаться популярным как в самом городе, так и в стране; лексическая сложность двойного и длинного названия Иваново-Вознесенск с повторяющемся слогом «во», отчего многие жители называли город Ивано-Вознесенск. В официальных же документах мотивировка смены названия, а именно «отсутствие исторического значения в двойном названии города», встречается лишь в протоколе одного из заседаний президиума горсовета. 27 декабря 1932 года постановлением ЦИК СССР город Иваново-Вознесенск был переименован в Иваново.

## Советский период Иванова

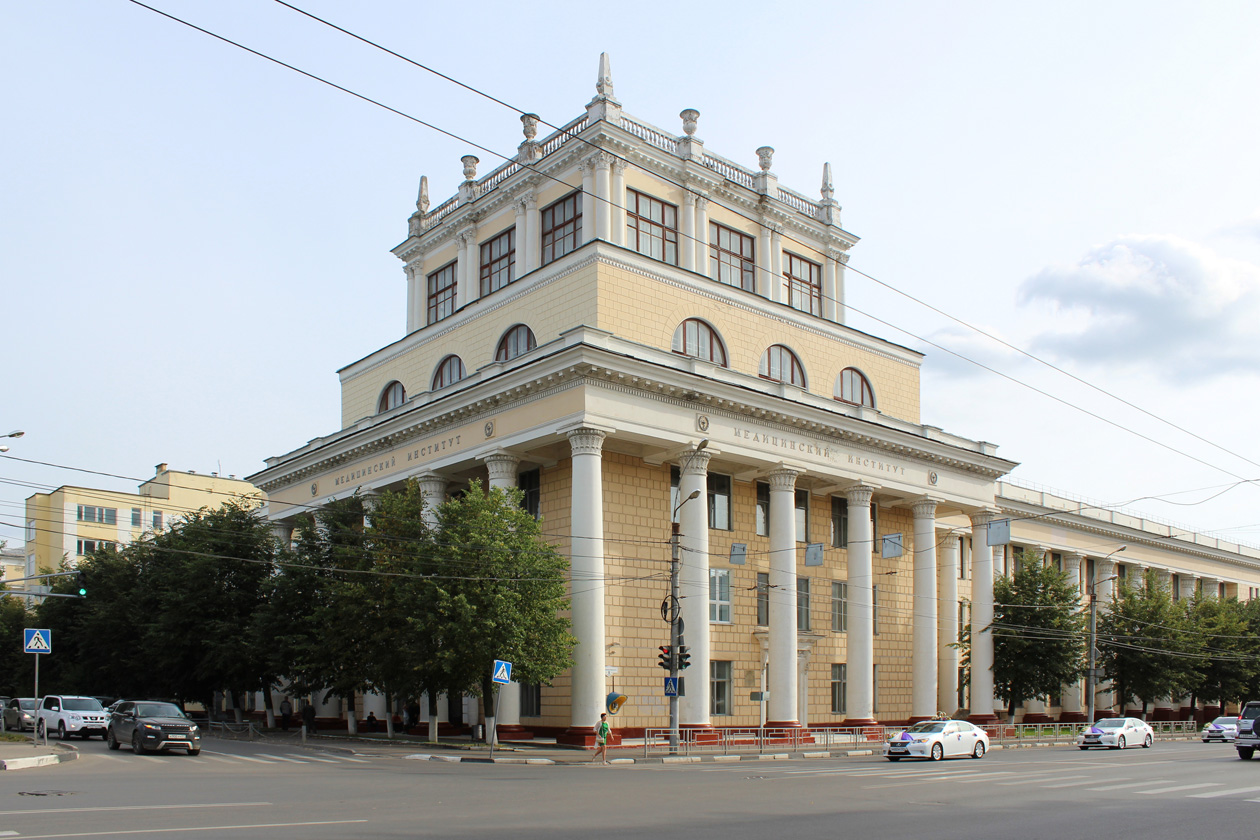
Здание, построенное в 1930—1950-е годы для медицинского института (ныне ИГМА)

Вскоре в стране сменилась политическая конъюнктура. В ходе усиления культа личности И. В. Сталина и борьбы с «ленинской гвардией» в августе 1937 года в Иваново приехал Л. М. Каганович. На пленуме Ивановского обкома ВКП(б) он объявил, что во главе местной партийной организации стоят «враги народа». После этого репрессиям подверглись многие ивановские партийные деятели и революционеры (в том числе некоторые члены Совета 1905 года), хозяйственные работники, директора предприятий, рабочие, представители интеллигенции. Иваново перестало быть центром ИПО, и замысел по перестройке центра города сполна реализовать не удалось. Однако за первые два десятилетия после 1917 года облик города уже успел существенно измениться, по количеству архитектурных памятников этих лет Иваново уступает в Центральном федеральном округе лишь Москве.
В 1940 году к городу присоединены новые районы: Балино, Воронниково, Лесное, Ленинский Путь, Притыкино, Афанасово, посёлок при заводе силикатного кирпича, Парк имени Революции 1905 года. Общая площадь города составила 8654 га.
Осенью 1941 года, когда немецкая армия подошла вплотную к Москве, встал вопрос о подготовке к обороне городов за Москвой. 22 октября был создан Городской комитет обороны Иванова. В городе и вокруг него устраивали укрытия и укрепления, устанавливали зенитные установки, было организовано около 50 госпиталей. Подготовленная властями эвакуация фабрик и тяжёлое материальное положение горожан в военное время привели к выступлениям рабочих на нескольких предприятиях. Иваново немецкая авиация почти не бомбила.  Целый ряд военных частей, сражавшихся на фронтах Великой Отечественной войны были сформированы  непосредственно в Иванове, среди них  49-я, 117-я, 307-я и 332-я стрелковые дивизии прошедшие славный боевой путь. В конце 1942 года в Иванове началась боевая история французской истребительной авиаэскадрильи «Нормандия-Неман», которая состояла из лётчиков, присланных в СССР организацией «Сражающаяся Франция». «Нормандия-Неман» базировалась на аэродроме Северный. Иваново сыграло важную роль в снабжении армии текстилём, так как многие текстильные предприятия страны оказались на оккупированной территории, а кроме того, прекратили работу фабрики Ленинграда. Всего за годы войны на фронт ушло около 70 тысяч ивановцев, 27 тысяч из них не вернулись.
В 1947 году к городу присоединено местечко Горино, а в 1950-е — посёлок Дальний, местечки Авдотьино, Курьяново, Подъельново, деревня Никулиха, поощрялось индивидуальное жилищное строительство. В 1960 году выделение новых земельных участков под индивидуальную застройку прекратилось. После войны были возобновлены работы по благоустройству, расширено и углублено русло Уводи в историческом центре, сооружена плотина на Талке. В 1950-е годы в целях улучшения водоснабжения города до Уводьского водохранилища был прорыт канал Волга-Уводь.
В 1951 году принят первый генплан Иванова. Несколько ценных конструктивистских зданий было перестроено в соответствии с изменившейся стилистической направленностью советской архитектуры. Сносились бараки и землянки — последняя землянка уничтожена в 1952 году. Мощностей ТЭЦ-1, построенной в 1920-х годах, стало не хватать, поэтому в 1954 году была введена в строй ТЭЦ-2. В 1955 году начался процесс газификации города. В 1962 году создана троллейбусная сеть.

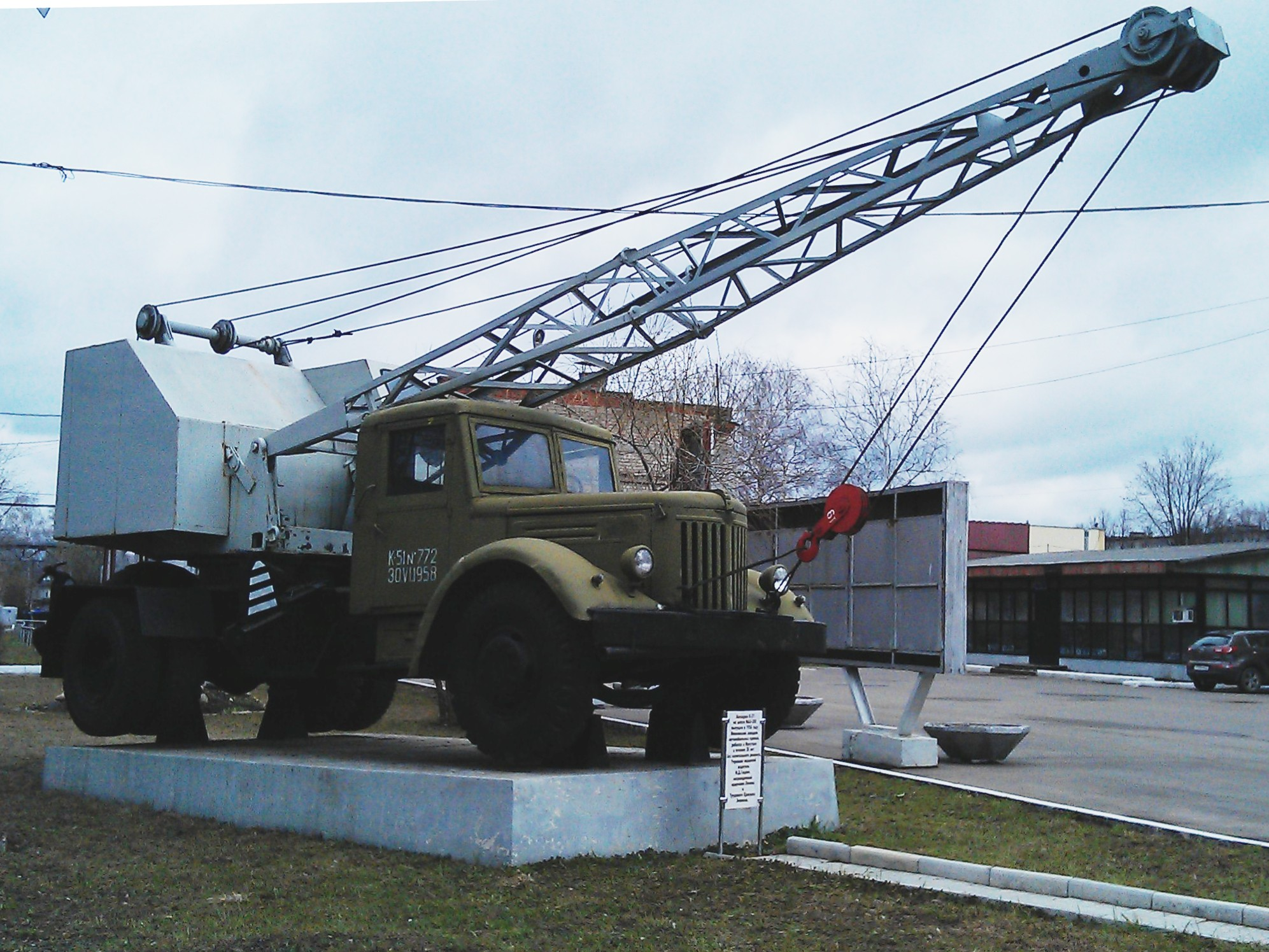
К-51 — первая модель, освоенная заводом автокранов

В 1949 году был достигнут довоенный уровень производства тканей. В 1950—1960-х годах динамично развивалась текстильная промышленность города. В начале 1950-х многие предприятия освоили выпуск штапельных тканей из искусственных волокон. В 1958 году выпуск этого материала составил 177,5 км. В 1963 году открыт камвольный комбинат, ставший флагманом текстильной отрасли региона. Большую роль в его создании сыграл первый секретарь обкома И. В. Капитонов. Комбинат специализировался на камвольных тканях для шитья верхней одежды. Швейных предприятий было мало, одежда из ивановских тканей шилась в основном в других областях. В послевоенное время остро встал вопрос соотношения мужского и женского населения: последнего было намного больше ещё до войны, так как на текстильных предприятиях тогда были заняты в основном женщины, а после войны эта диспропорция только усилилась. Было решено создать несколько крупных машиностроительных предприятий, ориентированных на применение мужского труда: завод автокранов, завод тяжёлого станкостроения, завод испытательных приборов, завод исполнительных механизмов.

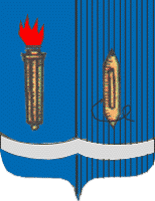
Герб в
1970—1996 годы

В начале 1960-х местными властями началось активное позиционирование Иванова как «родины первого Совета» (хотя мифологизация событий 1905 года началась ещё до Второй мировой войны). При этом история Совета была в значительной степени искажена. Был открыт Музей первого Совета, в 1980 году рядом с ним был открыт музейный комплекс. Иваново включили в туристический маршрут «Золотое кольцо России», где оно сильно выделялось своей спецификой среди других городов. В 1970-е было проведено массовое переименование улиц города в честь деятелей революционного движения и создан ряд памятников революционной тематики, в том числе монумент «Борцам Революции» и мемориал «Красная Талка». Не все из этих памятников оказались удачными. На торце Дома Советов было размещено панно с высказыванием В. И. Ленина, отражающим значимость города в советской истории: «…пролетариат московский, питерский и иваново-вознесенский… доказал на деле, что никакой ценой не уступит завоевания революции.» В этот же период распространились слухи о возможном переименовании города в Первосоветск.
Революционное прошлое и текстильная промышленность нашли отражение в первом ивановском гербе, принятом в 1970 году.
В период застоя по всей стране постепенно снижались темпы экономического роста, во всех отраслях ощущалась нехватка рабочей силы. Тем не менее в этих условиях ивановская промышленность продолжала динамично развиваться, а Иваново оставалось главным текстильным центром страны. На текстильных предприятиях проводилась масштабная реконструкция, что обходилось выгодней строительства новых фабрик. Например, фабрики им. Балашова и 8 марта превратили в предприятия-автоматы с минимальной долей ручного труда. Модернизация производства была проведена во многом благодаря усилиям первого секретаря обкома В. Г. Клюева. Значительных успехов достигли камвольный комбинат и завод тяжёлого станкостроения. Их продукция поставлялась почти во все республики СССР и за границу. Ткачиха камвольного комбината В. Н. Голубева была дважды удостоена звания Героя Социалистического Труда. Завод тяжёлого станкостроения под руководством В. П. Кабаидзе стал производить передовые станки с числовым программным управлением и автоматической сменой инструмента, вошёл в число ведущих предприятий советского станкостроения
. В 1970 году город награждён Орденом Октябрьской Революции.

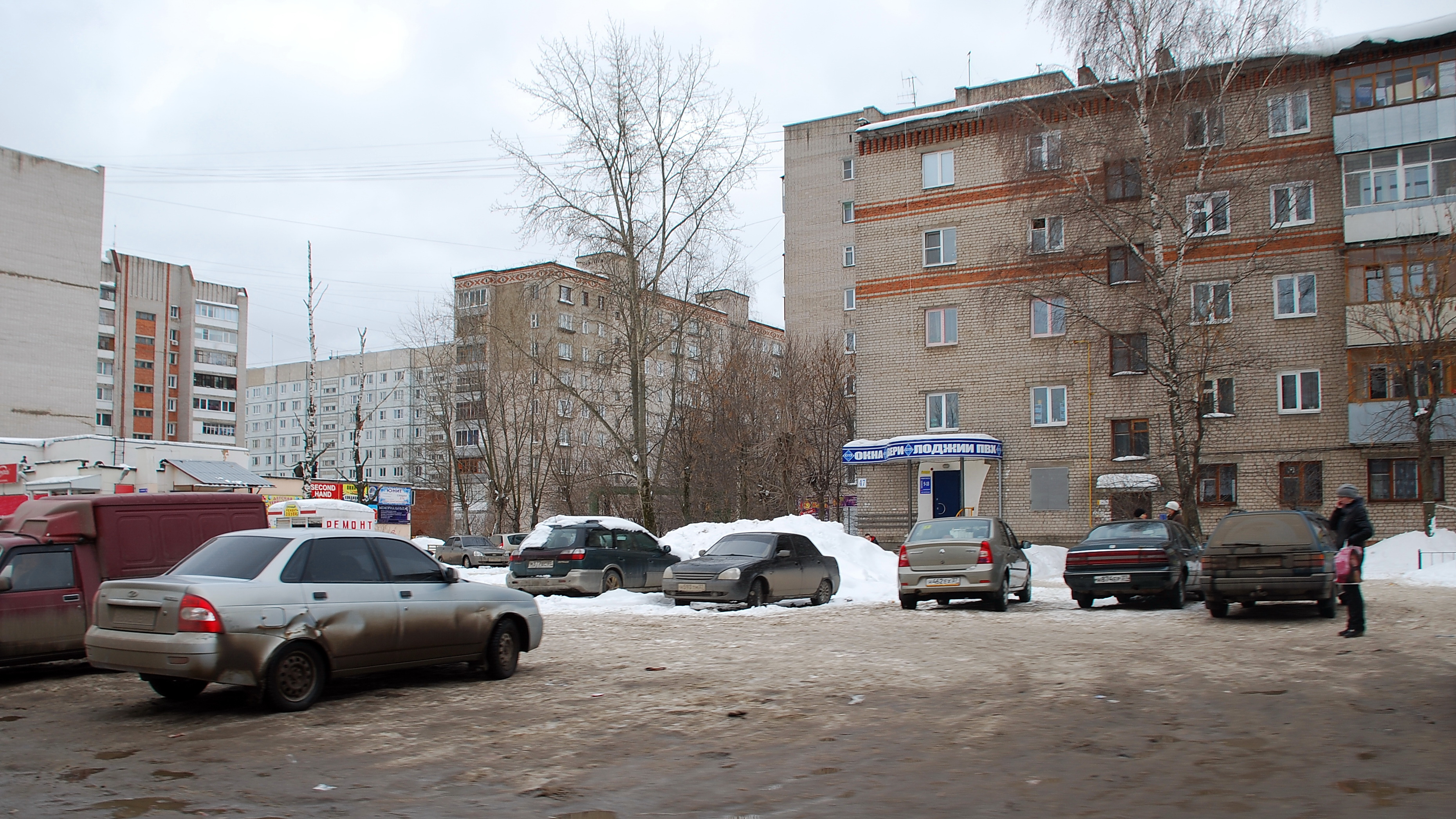
Улица Велижская. Застройка 1960—1990 годов

В 1968 году принят новый генплан Иванова. Была запланирована перестройка центра города: создание многоуровневых развязок и снос старой застройки. Основными районами многоэтажного жилого строительства стали южные и юго-восточные окраины города. Предполагалось, что в перспективе Иваново соединится с Кохмой. В 1970 году площадь города составляла 97 км², а его население — 420 тысяч человек. В 1974 году в черту города включена территория ТЭЦ-3 и её жилой микрорайон, а в 1981 году — земли близ деревни Суховка, вскоре застроенные Сухово-Дерябихским микрорайоном. Итого в 1982 году на площади более чем 100 км² в Иванове проживала 471 тысяча человек. В генплане 1986 года изменилась концепция развития центра города: приоритет отдавался сохранению исторической застройки.
В 1982 году, после реконструкции аэропорта, разнообразнее стали воздушные связи Иванова: Ту-134 и Ан-24 летали в 12 населённых пунктов области и в 44 крупных города СССР.
В 1948 году в городе работали 52 общеобразовательные школы, 12 фабрично-заводских училищ, 19 техникумов и 6 вузов. В Иванове работал известный математик, академик А. И. Мальцев. За 1946—1961 годы было возведено 15 новых школьных зданий. В 1960 году в вузах обучалось 14,5 тысяч студентов, к 1970 году эта цифра возросла до 24 тысяч. Самыми крупными вузами были энергетический, химико-технологический и текстильный. В 1970-х годах Ивановский государственный педагогический институт, дополнившись новыми факультетами, преобразовался в Ивановский государственный университет, в 1981 году на базе строительного факультета энергетического института создан инженерно-строительный институт.
В 1960 году в городе работал 361 магазин. В 1970 году — 413 магазинов, тогда же открыл свои двери крытый рынок на улице Богдана Хмельницкого.
В 1947 году на базе Сосневского источника минеральных вод открылась бальнеологическая лечебница. В 1950-е годы открыли свои двери несколько новых городских и детских больниц. Позднее на многих предприятиях появились профилактории, где рабочие могли поправить своё здоровье. В 1971 году на окраине города появился первый корпус областной клинической больницы, в 1980 году открылся Научно-исследовательский институт материнства и детства. Ивановские медики оперативно действовали во время ликвидации последствий смерча, ударившего 9 июня 1984 года по западным окраинам города.

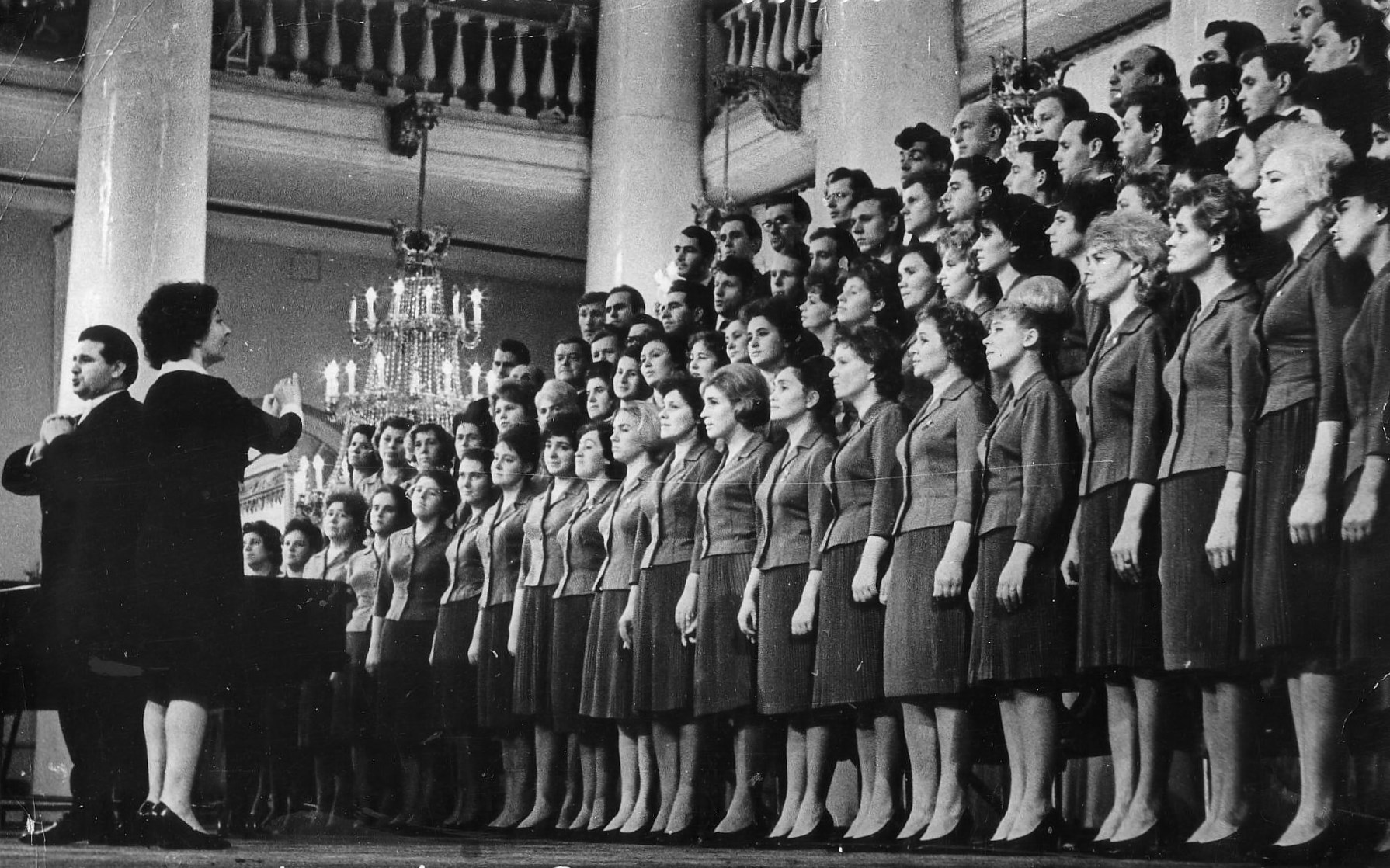
Ивановская народная хоровая капелла текстильщиков в Доме Союзов, 1965

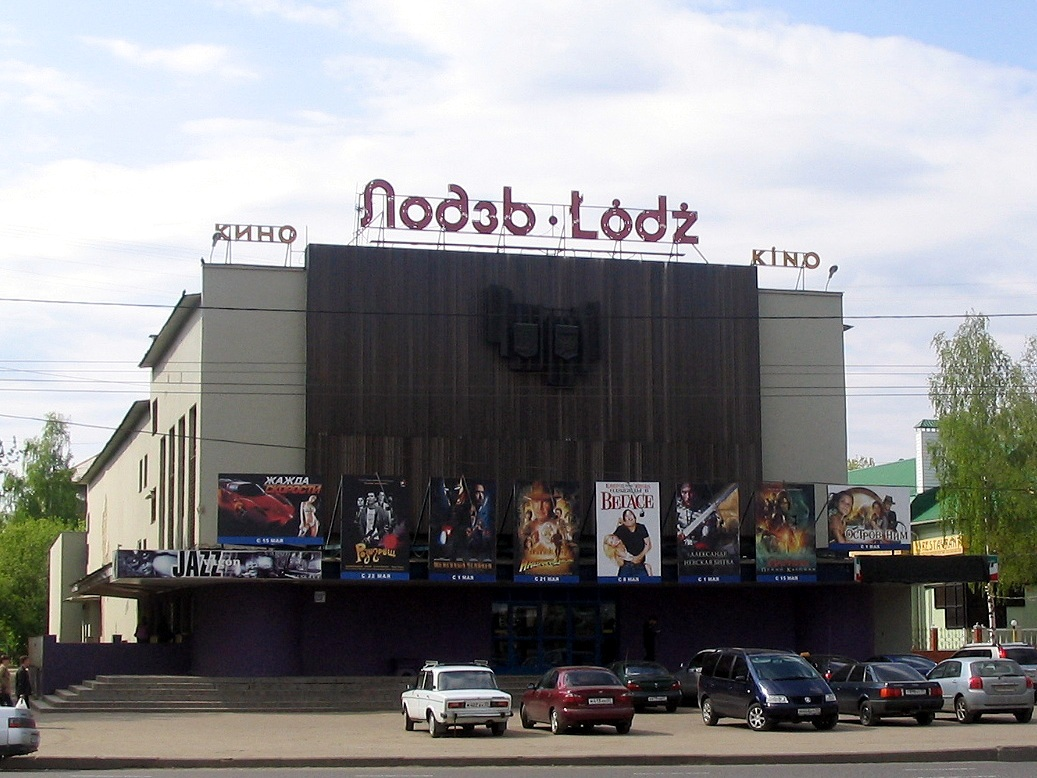
Кинотеатр «Лодзь», названный в честь польского города-побратима

В 1943 году недалеко от города, на берегу Харинки, открылся Дом творчества композиторов, где в военное время работали известные советские композиторы. В 1950—1960-е годы было открыто 6 новых кинотеатров, довольно насыщенной была и театральная жизнь Иванова. В 1960 году картинная галерея превратилась в Ивановский областной художественный музей. В 1958 году в Хуторове построена ретрансляционная телебашня.
В 1987 году завершилась многолетняя реконструкция театрального комплекса. В нём играл Л. В. Раскатов — первый народный артист области. Балет в Иванове стал самостоятельным видом театрального искусства после приезда в город В. Е. Лисовской, ставшей главным балетмейстером Музыкального театра. Другими крупными событиями в культурной жизни города стали полузакрытый показ фильма «Зеркало» А. А. Тарковского и выставка картин И. С. Глазунова. В 1975 году в Иванове прошёл ставший вскоре традиционным фестиваль искусств «Красная гвоздика». Известным на всю страну стал местный музыкальный коллектив «Меридиан».
В 1989 году в Иванове действовал только один православный храм. Группа верующих женщин объявила голодовку на ступенях Введенского храма, где размещался областной архив, с требованием возобновить в нём богослужения. На развёрнутом ими плакате было написано: «Мы не едим и не пьем до открытия Красного храма и готовы умереть на родине первых советов». Акция, к которой было приковано внимание как советских, так и зарубежных СМИ, завершилась передачей здания верующим. В 1991 году в нём был учреждён Введенский женский монастырь.
Во время Августовского путча обком и горком в Иванове фактически бездействовали. 19 августа противники ГКЧП пришли на митинг на улице Смирнова. Вскоре обком и горком закрыли. Некоторое время была опечатана редакция газеты «Рабочий край» (старейшая газета области, в советское время была её главным изданием), которой в это время руководил сторонник ГКЧП.

## Постсоветский период

Герб с
1996 г.

В период перехода России к рыночной экономике ивановская промышленность вступила в полосу кризиса. Проблемы начались ещё во время перестройки, но после краха СССР положение стало ещё более тяжёлым. Прервались хозяйственные связи с поставлявшими хлопок среднеазиатскими республиками. К началу 1990-х годов большинство ивановских фабрик было перепрофилировано под выпуск продукции для министерства обороны и производство спецодежды, но военные за свои заказы не расплатились. Из-за этого у фабрик не осталось возможностей перейти на выпуск товаров для массового потребителя, что в конечном итоге сыграло свою роль в стагнации промышленности. Экономический потенциал города рухнул, возросла безработица, начались акции протеста рабочих. В 1996 году рядом крупных фабрик города и области была учреждена финансово-промышленная группа «Русский текстиль», призванная консолидировать капиталы для инвестирования в промышленность. Красные директора стали регулярно просить правительство области о помощи, но многомиллионные кредиты, которые им выдали, привели лишь к краткосрочному оживлению производства. Предприятия же перешли на выпуск крайне дешёвых тканей. В 1996—1998 годах из-за недостатка финансирования прекращал свою работу ивановский аэропорт.
В 1996 году у города появился новый герб (в дальнейшем критиковавшийся за то, что переполнен историческими несоответствиями) и состоялись первые всеобщие выборы главы города, по результатам которых мэром стал В. В. Троеглазов. В 2000 году пост мэра занял А. В. Грошев. Он прекратил начавшиеся при Троеглазове веерные отключения электричества. Однако его рейтинг всё равно был крайне низок из-за проблем с подачей горячей воды весной и летом, неубираемых улиц, неработающего по вечерам транспорта, банкротств муниципальных предприятий и т. д.

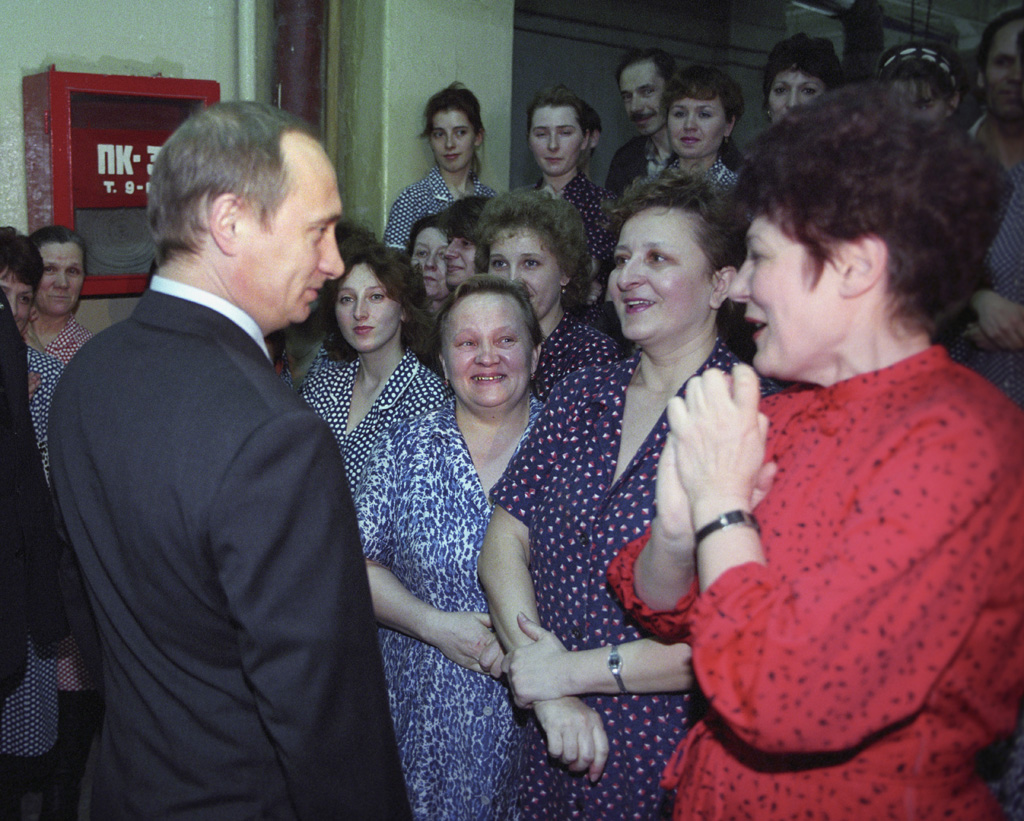
В. В. Путин и рабочие Новой ивановской мануфактуры, 2000 г.

В 1990-е годы в Иванове, как и во всей России, распространилась схема толлинга, при которой владеющие рынком сырья и сбыта продукции предприниматели (т. н. «давальцы») поставляли на фабрики свой хлопок и забирали готовую продукцию, извлекая основную прибыль. К концу десятилетия на смену красным директорам пришли новые руководители, среди которых было много «давальцев», и в текстильной промышленности наметилось некоторое оживление. Но с началом нового века стагнация возобновилась. По мнению многих специалистов, причинами упадка ивановского текстиля стали толлинг и новые предприниматели, показавшие себя недальновидными руководителями. Полуразорившиеся фабрики проигрывали конкуренцию с продукцией из стран с дешёвой рабочей силой (Китай, Индия, Турция, Пакистан). Большинство из них прекратило своё существование. Некоторые фабрики продолжают работу и во втором десятилетии нового века, однако оснащены они устаревшим оборудованием, а объёмы производства крайне малы. С трудностями столкнулись и предприятия в машиностроении.
Крупная авиакатастрофа произошла под Ивановом в 1992 году: разбился заходящий на посадку пассажирский Ту-134, 84 человека погибло. С 1993 года в Иванове дислоцируется 98-я гвардейская воздушно-десантная дивизия, с 1998 года на аэродроме Северный базируются самолёты ДРЛОиУ А-50.
Некоторые отрасли, например, швейная промышленность и оптово-розничная торговля текстилём, в начале XXI века, наоборот, достигли успехов. В ивановские текстильные торговые центры («РИО», «Текстиль Профи-Иваново» и др.) приезжают покупатели из многих регионов Центральной России. В корпусах бывших фабрик разместились офисные и торговые центры, часть используется в качестве складов, часть — пустует. В корпусе камвольного комбината и в здании ткацкой фабрики-автомата им. 8 марта были открыты крупнейшие торговые центры города — «Евролэнд» и «Серебряный город». 

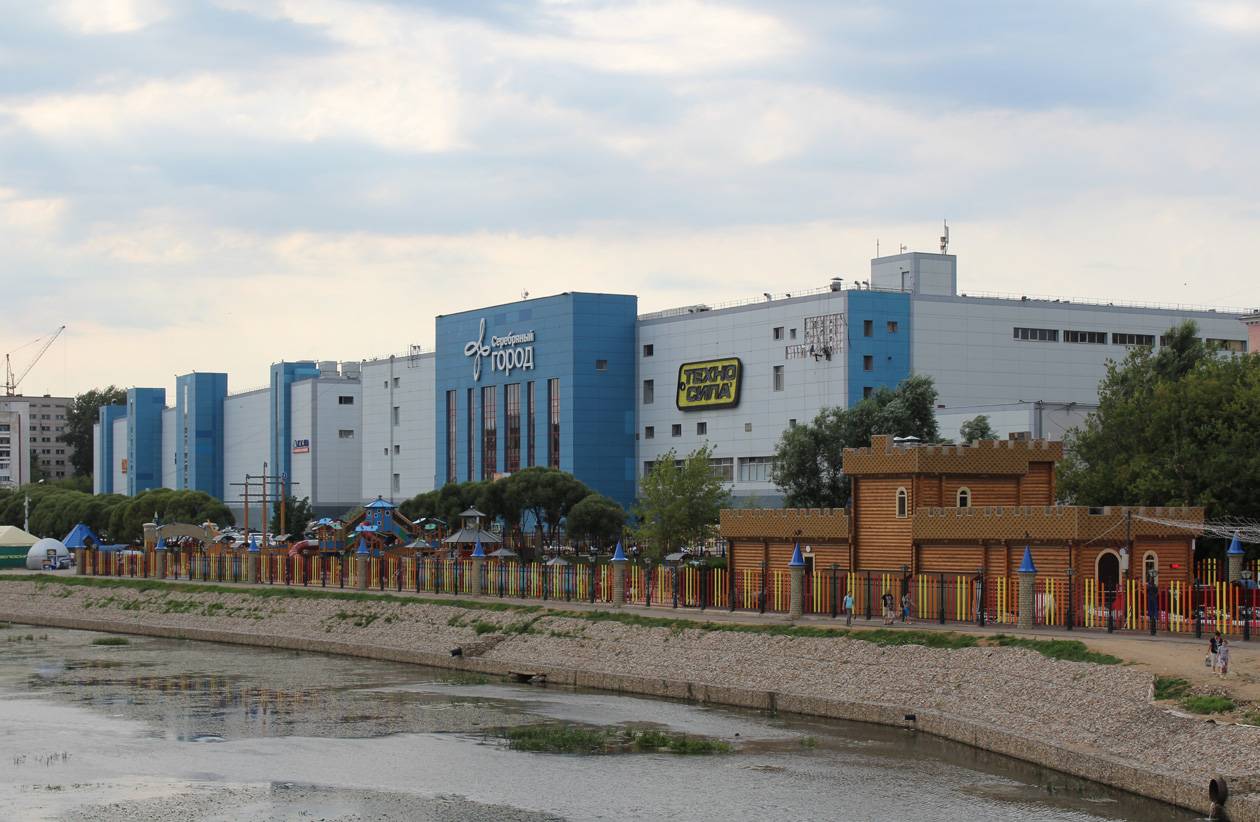
Торгово-развлекательный центр «Серебряный город» на берегу Уводи. Открыт в 2002 г. в здании бывшей ткацкой фабрики-автомата им. 8 Марта

В 2005 году прошли последние народные выборы главы города. Победу на них одержал А. Г. Фомин, проработавший градоначальником 5 лет. Он наладил механизм управления городом, связав подразделения администрации и муниципальные предприятия в единую систему. Время его правления совпало с назначением М. А. Меня на должность губернатора области и экономическим подъёмом страны, город в этот период получал крупные дотации из федерального бюджета и инвестиции из Москвы. В 2006 году принят новый генплан города на расчётный срок до 2025 года. Он представляет собой дополненный генплан 1986 года, который практически не был выполнен. За счёт инвестиций из столицы был построен Московский микрорайон. При финансовой поддержке правительства Москвы был реконструирован и возобновил работу аэропорт. В 2007 году по признанию Союза городов Центра и Северо-Запада России Иваново вошло в пятёрку лучших городов Союза по реализации нацпроектов, а по росту темпов жилищного строительства заняло одно из первых мест в ЦФО. В то же время было отмечено, что Иваново находилось в числе отстающих по проценту усовершенствованного дорожного покрытия. В 2008 году была окончательно ликвидирована трамвайная сеть.
В 1994 году на базе кружка юннатов создан ивановский зоопарк. В 2007 году начал проводиться международный кинофестиваль «Зеркало». В 2012 году началось строительство Дворца игровых видов спорта. Он стал ареной для «Энергии» — женского баскетбольного клуба, в 2000-х годах неоднократно выступавшего в Премьер-лиге. В 2015 году пожар уничтожил деревянную Успенскую церковь.
Кампания по возвращению исторических названий практически не затронула Иваново. Но с начала 1990-х годов периодически поднимается вопрос о возвращении городу названия Иваново-Вознесенск. Опросы показывают, что большинство ивановцев выступает против этого.